# Art romànic a Anglaterra

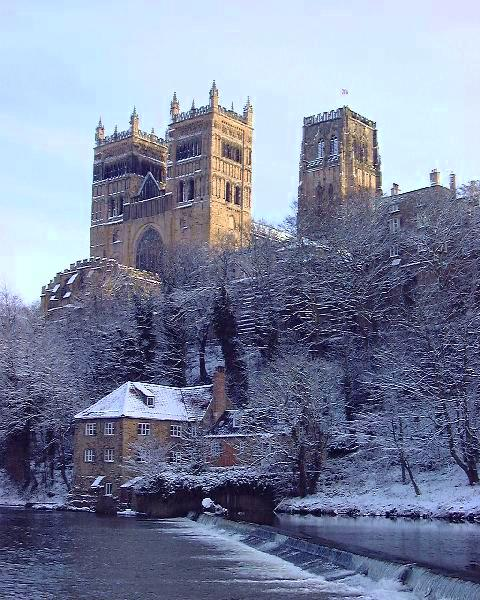
Catedral de Durham (1093-1104), una de les catedrals que conserva quasi el seu aspecte des d'època normanda, tot i que amb característiques de transició que conduiran al gòtic

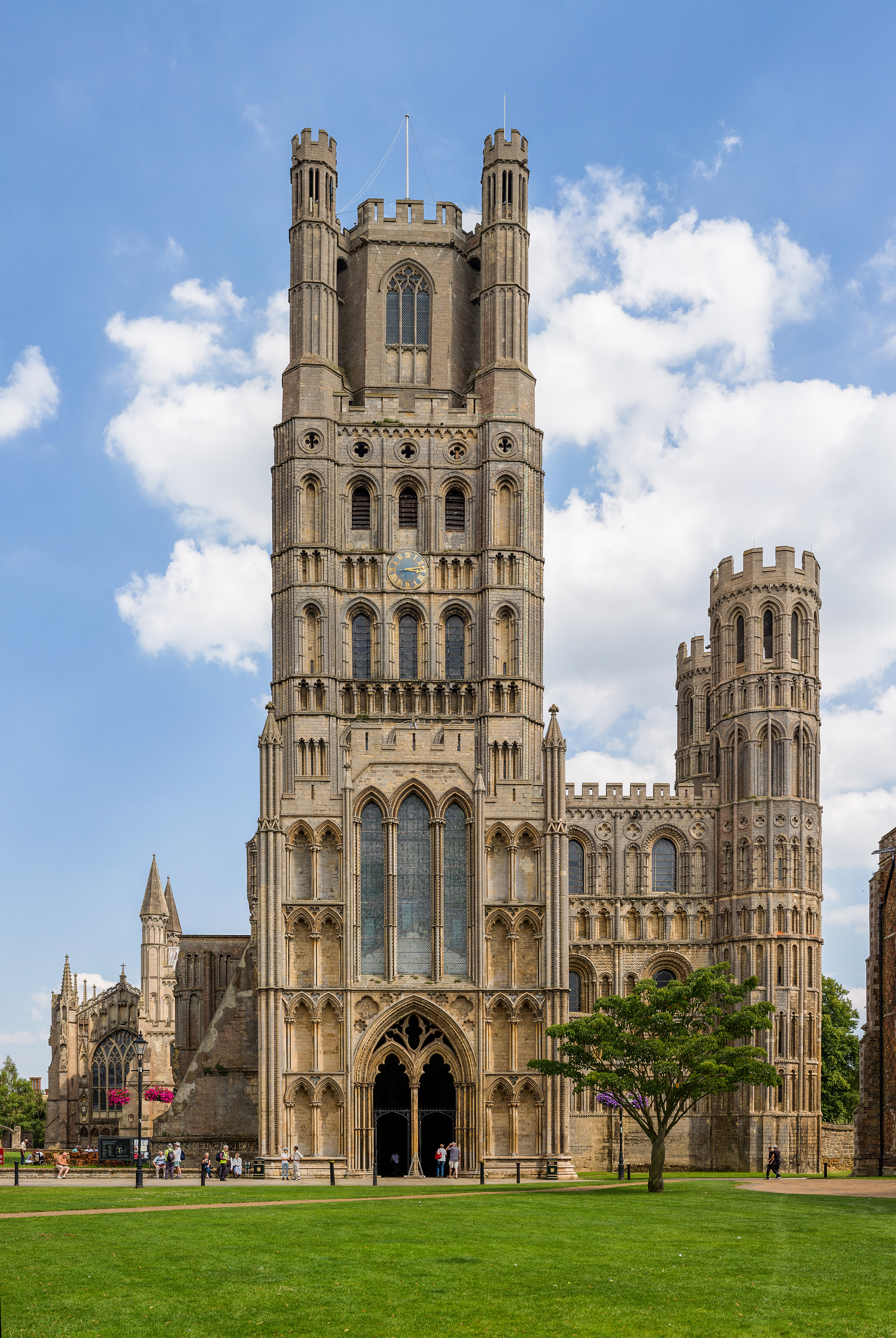
La catedral d'Ely (1083-1109)

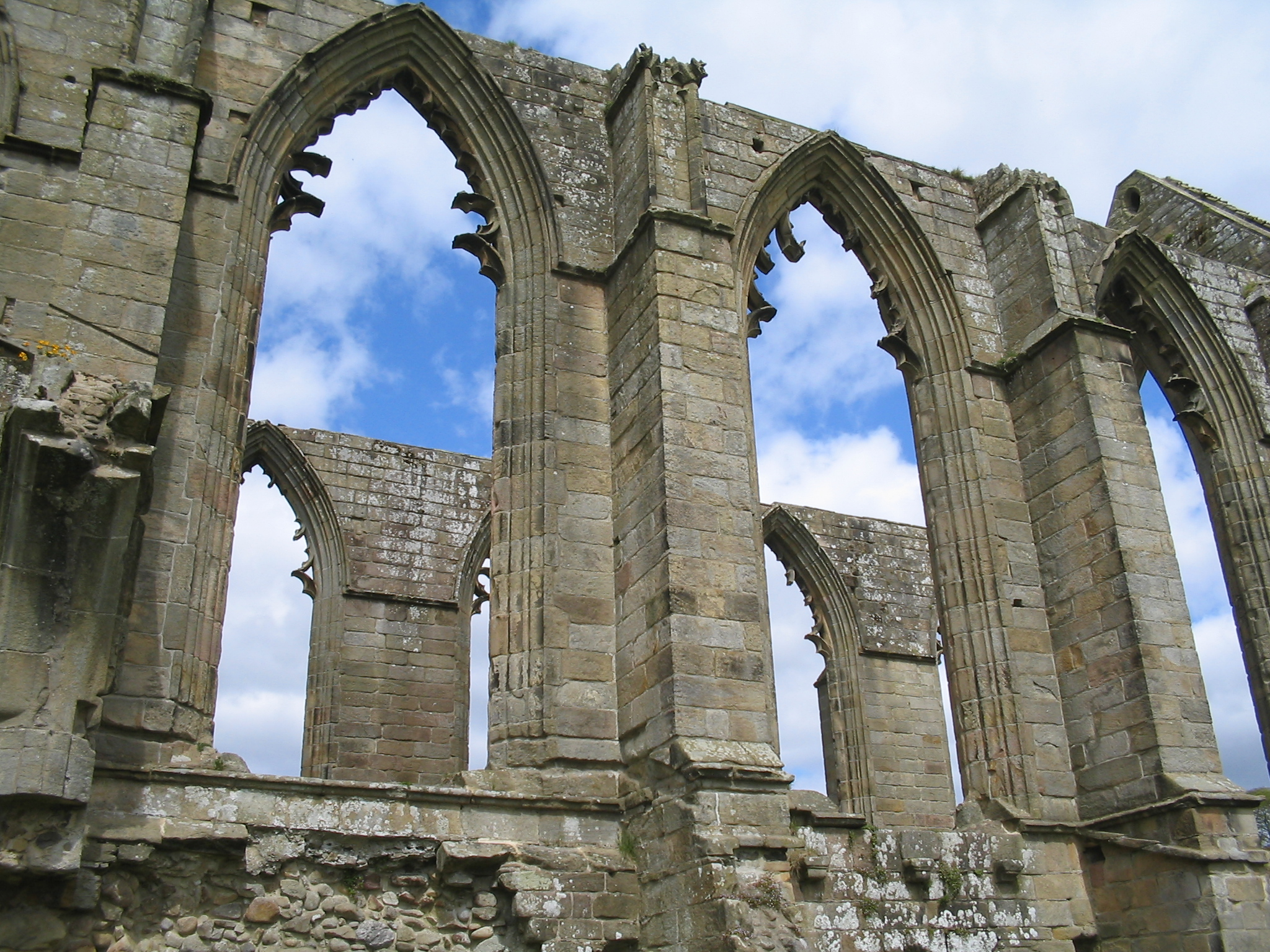
Arcs ogivals en les ruïnes de l'abadia de Bolton al comtat de North Yorkshire

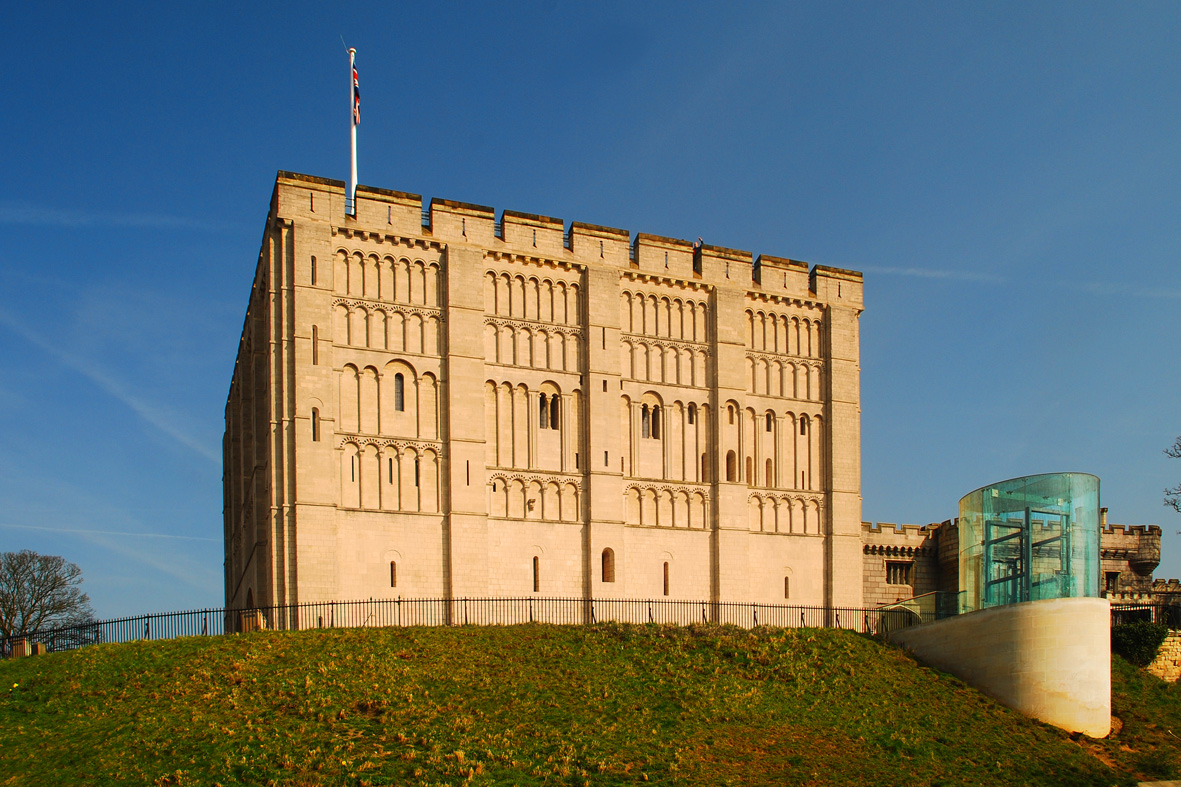
El castell de Norwich: els arcs són característics del romànic

L'art anglonormand, a vegades conegut com a art romànic a Anglaterra, és la denominació historiogràfica amb què es designa la producció artística —fonamentalment arquitectònica, que es correspon amb l'art romànic al continent— que es donà en l'Anglaterra medieval, des dels anys 1040 —sobretot després de la conquesta normanda de 1066— fins a l'arribada de l'arquitectura gòtica, al voltant de 1180. Després de la destrucció al 1174 en un incendi de la seu de Canterbury, els arquitectes normands introduïren la nova arquitectura gòtica. Cap al 1191, la catedral de Wells i la de Lincoln imposaren el model gòtic anglés, i l'estil normand restà cada vegada més reservat a les construccions d'escassa envergadura.
El romànic ja havia arribat al país amb el rei Eduard el Confessor, que havia estat educat a Normandia, on era exiliat, i que portà mestres paletes des del continent al 1042 per treballar a l'abadia de Westminster, primer edifici d'estil romànic al país, consagrat al 1065. El 1051, ja havia fet arribar també cavallers normands que havien construït castells en alterons defensius contra els gal·lesos i nomenat eclesiàstics normands en llocs influents. Després de la invasió, Guillem I, que esdevingué rei d'Anglaterra, va retirar grans riqueses per finançar molts projectes edificatoris, militars i religiosos, a Normandia i en la mateixa Anglaterra, quan molts religiosos normands foren col·locats al capdavant de les diòcesis més importants. Els normands reconstruïren els edificis religiosos saxons danyats: s'alçaren centenars d'esglésies parroquials romàniques i les grans catedrals començaren les obres a partir de 1083, en el programa més important de construccions eclesiàstiques de l'Europa medieval i quan s'erigiren les edificacions més grans en l'Europa cristiana des del final de l'Imperi romà. Totes les catedrals medievals angleses —tret de les de Salisbury, Lichfield i Wells— tenen vestigis d'arquitectura normanda: són quasi totalment normandes les de Durham (1093-1104), Norwich (1094-1145) i Peterborough (a partir de 1118); i altres en mantenen parts importants: les naus de la d'Ely (1083-1109), Gloucester (1089-1499) i Southwell Minster (1108-1158); i el transsepte de la de Winchester (iniciada el 1079 i consagrada el 1093). Destaquen també altres edificis religiososos —la capella de la torre de Londres (~ 1087) i l'església de Kilpeck (a Herefordshire).
També per la invasió Guillem I i els seus nobles van construir al país molts castells de fusta del tipus de mota i pati per imposar el control sobre la població nadiua. Molts se'n reconstruïren després en pedra, començant per la mateixa Torre de Londres o el castell d'Oxford (1074), amb la doble torre de l'església com a lloc de refugi. També hi ha uns pocs edificis normands domèstics encara dempeus, com ara la Jew's House (Lincoln), cases senyorials de Saltford i Boothby Pagnall (a Lincolnshire), i mansions fortificades com el castell d'Oakham.
Els edificis anglonormands tenen formes geomètriques simples de proporcions massives; el cadirat inclou petites franges d'escultura, a vegades arcades cegues i espais on es concentren capitells i portes de mig punt amb timpans sota voltes d'aresta. La «normanda» és una volta amb cúpula. Les motlures normandes són esculpides o incises, amb ornaments geomètrics, com voltes amb arc apuntat. Un tret especialment normand és l'ús de patrons decoratius amb motius de xebró (forma de compàs). Les esglésies amb planta cruciforme tenien sovint un cor profund i un creuer quadrat que esdevingué característic de l'arquitectura eclesiàstica anglesa. La forta influència normanda després de la invasió s'integrà a poc a poc a l'anterior cultura anglosaxona.

## Arquitectura

Diòcesis catòliques existents abans de la conquesta normanda. Després de la conquesta s'establiren noves diòcesis (totes monàstiques excepte St David's): Bangor (ca. 1081), Ely (1108), St David's (ca. 1115), Carlisle (1133) i St Asaph (1141)

Abans de la conquesta del 1066 per Guillem I (r. 1066-1087), els invasors normands ja s'havien establert a Anglaterra des del 911 i havien construït grans esglésies com a símbols del seu poder. Després de les invasions daneses del 1013 i dels problemes econòmics, amb Eduard el Confessor (r. 1042-1066), la mare del qual era normanda, comença una onada de construcció, entre 1042 i 1066, i s'introdueix l'art romànic a Anglaterra: les modestes esglésies reticulades es reemplaçaren per edificis més importants orientats cap a l'est. El monestir més antic d'Anglaterra, Canterbury, s'alçà al 1049 i encara no estava acabat al 1059. Era un edifici octogonal amb deambulatori.
En la disputa per la successió entre el rei Harold II i Guillem I, el papa recolzà el darrer perquè es comprometé a reformar l'Església d'Anglaterra.
Després del 1066, la reconstrucció total de les catedrals saxones angleses pels normands suposà el programa més important de construccions eclesiàstiques en l'Europa medieval i s'hi erigiren les edificacions més grans en l'Europa cristiana des del final de l'Imperi romà. Totes les catedrals medievals angleses, tret de la de Salisbury, Lichfied i Wells, tenen vestigis d'arquitectura normanda. La seu de Peterborough, la de Durham i la de Norwich són quasi totalment normandes i en altres encara n'hi ha parts importants: les naus de la seu d'Ely (1083-1109), de la de Gloucester i Southwell Minster (1108-1158), i el transsepte de la seu de Winchester.

### Cronologia
Primer període, 1080-1090

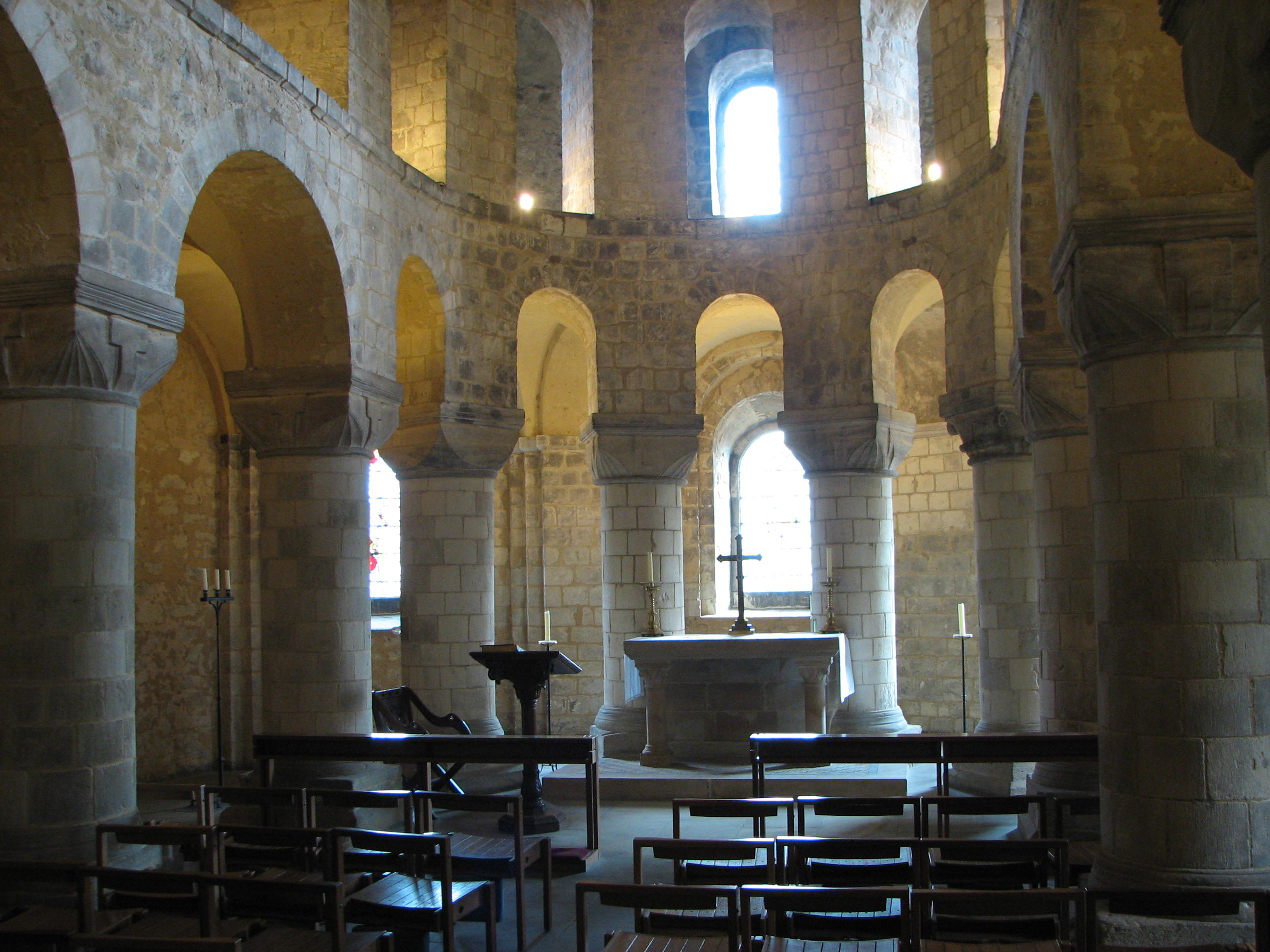
Capella de Sant Joan de Londres a la Torre Blanca, amb capitells amb òvuls

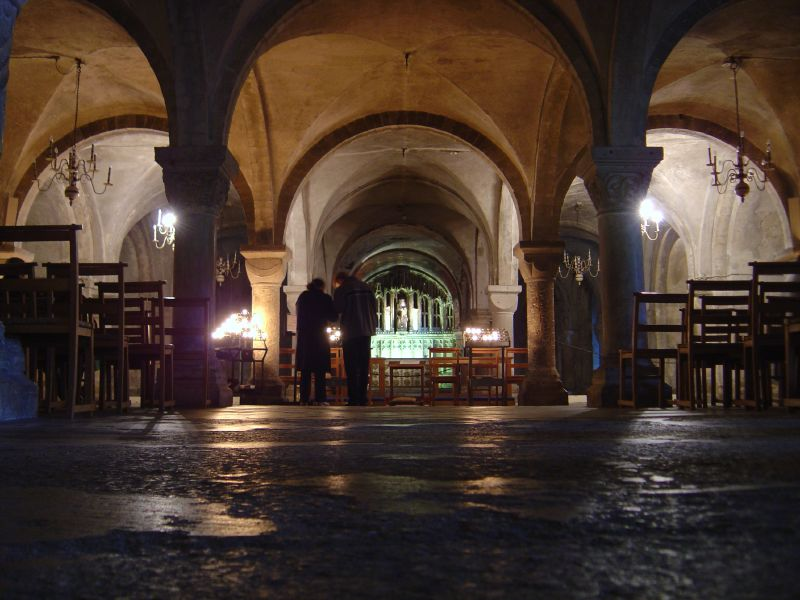
La cripta de la catedral de Canterbury amb els capitells anglonormands

Els primers anys després de la conquesta normanda, tot era normand, l'estètica general, les plantes de les noves construccions, els conjunts, tot s'importava de forma massiva, fins i tot la pedra de Caen envaí els llocs de construcció. Mentre que l'art saxó continuava el seu curs rural, els edificis normands es van limitar a uns pocs llocs estratègics. Les obres destacables d'aquesta primera fase foren la catedral de Canterbury (1070-1130), construïda per Lanfranc però ara destruïda, la capella de la Torre de Londres i l'església del priorat de Blyte de Nottinghamshire.
Segon període
Els béns normands es remodelaven progressivament sota la influència de l'entorn anglés que proporcionava la mà d'obra, tot i que l'estil continuà sent comú per al ducat de Normandia i el Regne d'Anglaterra. Després els anglesos es decantaren per certes formes de plantes. Sota el rei Enric I, de 1100 a 1135, els normands feren experiments, la força laboral anglesa s'adaptava bé als seus gusts i necessitats i fins i tot interpretaven els seus desigs amb certa autonomia. El matrimoni del rei Enric I amb Edith, filla del rei d'Escòcia, promogué la fusió dels dos pobles.
El bisbe normand i seté lord Canceller d'Anglaterra, Roger de Salisbury (? - 1139), va establir la seu de Winchester, la torre de la qual s'esfondrà al 1107, la d'Old Sarum, de la qual només resten els fonaments, que s'edificà al 1125, l'abadia de Malmesbury i els castells de Sherborne, Newark, Barum i Devines. Aquesta època es caracteritza pel menyspreu pels costs, per les dimensions impressionants dels edificis i l'esplendor de la decoració, per la qualitat tècnica i la difusió a Anglaterra de la capçalera plana, que reemplaça l'absis i l'ornamentació.
Tercer període
Després del regnat d'Enric I (r. 1100-1135), les facultats creatives del romànic anglés s'exhauriren. Les elits religioses no feien contribucions significatives a l'arquitectura abans de l'arribada del gòtic. La col·laboració entre Anglaterra i Normandia conclou. Els anglesos assimilaren les contribucions externes de l'Imperi Plantagenet i es noten les referències a l'Aunis, a la Saintonge i al Poitou, sobretot a les zones de Herefordshire i de Gloucester, al voltant del 1140-1160.
Cap a mitjan s. XII, Anglaterra estava interessada en les noves contribucions de l'Illa de França i accepta l'estil gòtic sense passar per la intermediació del ducat de Normandia. La influència de les croades i dels contactes amb Orient foren grans a Anglaterra, i a Europa, que pren consciència de la naturalesa original i de les resistència de l'esperit occidental.
Molt abans de la ruptura dels vincles polítics al 1204, Anglaterra deixa el model traçat per Guillem I i en els darrers anys de l'estat normand, foren els anglesos, descendents en gran part de normands, els qui reberen els encàrrecs de Normandia.

### L'evolució tècnica
Algunes característiques importants aviat van separar l'art d'Anglaterra del de Normandia: els alçats, que romanien fidels als tres nivells, eren més elevats; les plantes de les esglésies angleses es feren més allargades: la nau de l'església Saint-Etienne de Caen, amb 8 trams, fou superada per la catedral d'Ely (amb 12 trams) i per la de Norwich (amb 14 trams). El cor romànic de la mateixa església de Saint-Etienne, amb dos trams, fou àmpliament superat pels vuit del cor de la d'Ely. Aquesta estètica dona com a resultat, al cap d'una o dues generacions, la desaparició del cor romànic normand.
Abans de 1130, apareix l'absis de la planta benedictina, que se substitueix per una capçalera plana.
La façana harmònica de l'església de Saint-Etienne de Caen aviat s'abandona, i només se'n segueix l'exemple en la de la catedral de Southwell Minster. Es reemplaça per façanes amb torres allargades, com en els priorats de Castle Acre, Leominster, Colchester, l'abadia de Malmesbury o la fórmula saxona de torre occidental única de la seu d'Ely o de l'abadia de Bury St Edmunds, i després per façanes sense torre, com a l'abadia de Romsey. En acabant, s'excava la façana de la nau d'alts nínxols en la seu de Lincoln, després a l'abadia de Tewkesbury i a la catedral de Peterborough.

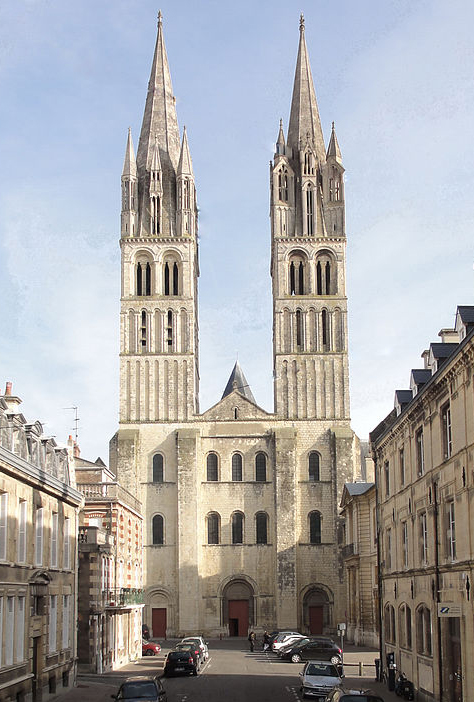
La façana harmònica de l'església abacial de Sant Esteve de Caen com a referència

Vint anys després de la conquesta normanda del 1066 només romanien dos abats saxons al capdavant de les grans abadies. En vida del rei Guillem I quatre abats de monestirs anglesos procedien de l'abadia de Saint-Étienne de Caen, quatre de la de Fécamp, tres de la de Jumièges, dos de la de Bec i un de la de Saint Wandrille; un altre de l'abadia Saint-Martin de Sées i un més de la de Lyre.

#### Lanfranc

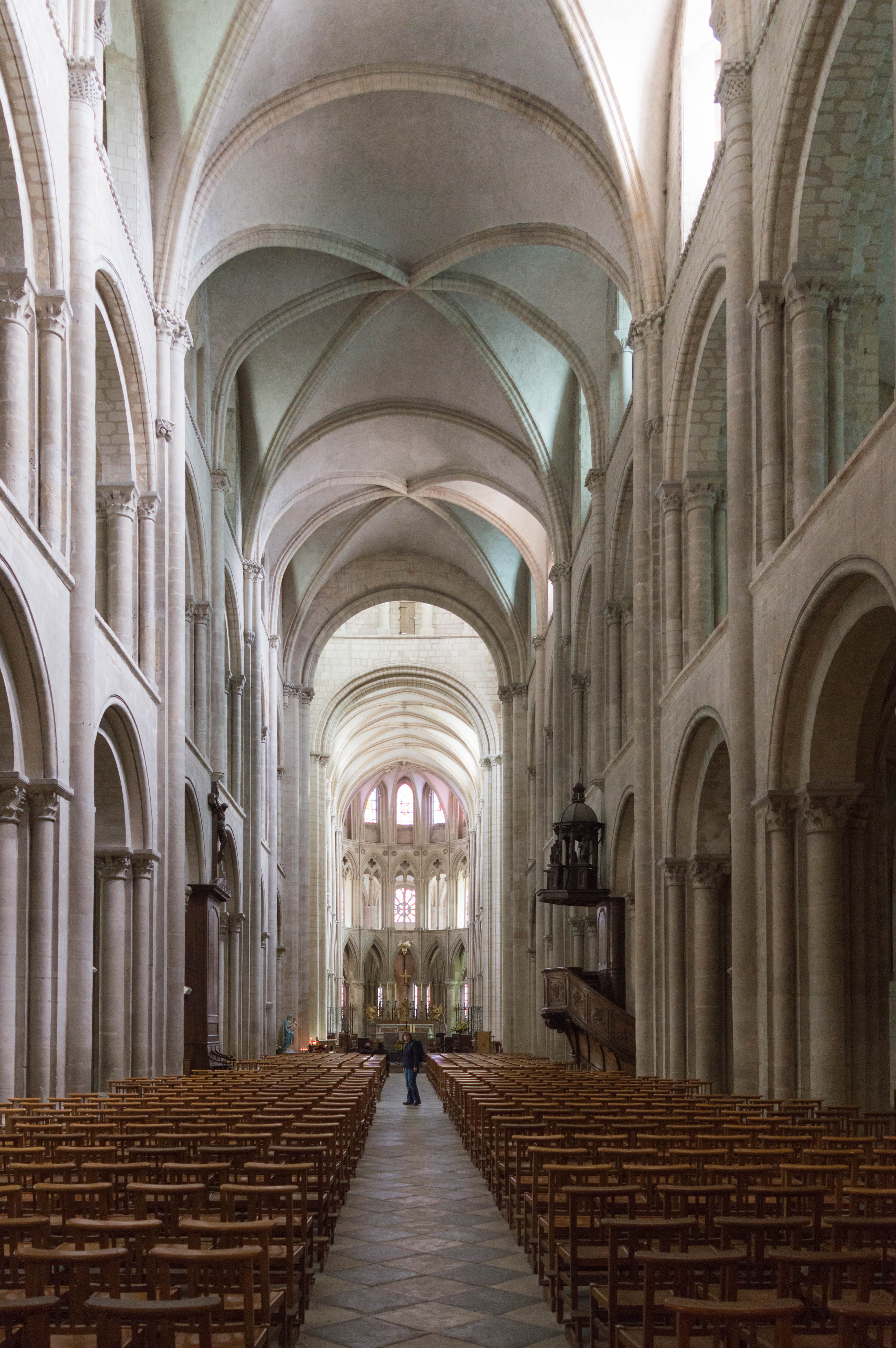
Les contribucions de l'església abacial de Sant Esteve de Caen: l'alçat en tres nivells, la passarel·la perifèrica, l'alternança de pilars febles i forts...

Guillem I havia nomenat Lanfranc a Normandia abat de Sant Esteve de Caen. Sent encara prior de l'abadia de Bec, Lanfranc s'havia encarregat d'intervenir entre el papa Lleó IX i el duc de Normandia perquè l'Església acceptàs el matrimoni de Guillem i Matilde de Flandes celebrat el 1053. L'Església llavors no permetia matrimonis entre cosins de menys de set graus de parentiu i els ducs eren cosins llunyans en cinqué grau; Lanfranc ho aconseguí en el concili de Roma del 1059, i a canvi l'Església pressionà els ducs de Normandia perquè construïssen cadascú una abadia i una església com a mostra de gratitud. El 1063 els ducs ordenen la construcció de l'abadia de les Dones i la seua església de la Trinitat, així com l'abadia dels Homes i la seua església de Sant Esteve de Caen. Tres anys més tard, al 1066, Lanfranc esdevé el primer abat de l'església de Sant Esteve. D'aleshores ençà Lanfranc exerceix una notable influència en la política del duc i aquest es beneficia dels contactes de Lanfranc a Roma ja que en aquest moment era papa Alexandre II, antic deixeble de Lanfranc. Va obtenir el suport de Roma per a la seua expedició a Anglaterra assumint una actitud de croada contra el cisma i la benedicció papal en la posterior conquesta d'Anglaterra. Guillem I adopta la reforma de l'Orde de Cluny.
Guillem al 1070 el crida a Anglaterra i el posa al capdavant de l'arquebisbe de Canterbury, amb la missió de reestructurar l'Església d'Anglaterra. Durant les absències del rei, Lanfranc i Odó de Bayeux, mig germà de Guillem, domina el consell que administrava el regne. Molts altres bisbes i abats procedents de l'abadia de Sant Esteve participen en aquesta reorganització de l'Església anglesa i aporten els coneixements desenvolupats en Sant Esteve per Lanfranc per al du rei, que havien de servir-los-en de referència. L'elecció d'aquest indret per Guillem I com a lloc del seu enterrament és un fort reflex d'aquest desig.
Després de la conquesta es reemplacen les esglésies anglosaxones, en general petites i sovint construïdes en fusta, per vasts edificis de pedra per mostrar la superioritat i el caràcter permanent de la presència normanda.
Lanfranc reedifica la catedral de Canterbury i contracta Gondulph per reconstruir-ne la de Rochester; nomena Walchelinus bisbe al 1070, que comença la construcció de la catedral de Winchester. L'església i els edificis adjacents a la catedral de Sant Albans els reconstruí amb l'ajuda de Lanfranc Paul, abat des de 1077.

#### Altres constructors
Gondulf, nomenat bisbe de Rochester des del 1075 i consagrat el 1077 —ja que Ernulf (Ernulphe) havia acompanyat Lanfranc des de l'abadia de Bec i possiblement dirigí la construcció de Saint-Étienne—, construí el donjon de West Malling amb el nom de torre Saint-Léonard i es considera el donjon anglonormand més antic. Va reconstruir la catedral de Malling segons els consells de sant Anselm de Canterbury i edificà diverses esglésies (a Darenton i Dartford) i la Torre de Londres.
Ernulf, prior de Canterbury des del 1093, destruí la capçalera feta per Lanfranc per reemplaçar-la per un edifici més ric. Abat de la seu de Peterborough el 1127, en reconstruí els edificis del convent. Com a bisbe de Rochester des del 1114, en refeu el dormitori, la capella i el refetor.
Radulf de Vaucelles, que també havia estat prior de Sant Esteve, fou abat de l'abadia Saint-Martin de Séez al 1088, prior de Rochester al 1107 i bisbe al 1108, revestí la catedral de plom, completà el mur de tancament i aixecà nous edificis. El nomenaren arquebisbe de Canterbury al 1115 i en abat de Senlac a l'indret de la batalla de Hastings. Herluin, abat de Canterbury al 1090, reconstruí l'església de l'abadia.
Turtin fou abat de Glastonbury al 1081; Roger, capellà de Guillem i prior de Sant Esteve, construí com a abat de Mont-Saint-Michel la volta que s'esfondraria poc després, i després esdevingué abat de Cerne (Cerve). Henri era prior de Canterbury; Guillaume de Corbeil, prior de Saint-Étienne, arquebisbe de Canterbury al 1130 i continuà l'obres de la seu, la va consagrar, així com la de Rochester al 1130. Va construir el donjon de Rochester.
Guillaume del Hommet, el darrer religiós de Sant Esteve elevat a una alta dignitat, fou prior de Frompton, abat de la catedral de Westminster al 1214, i sembla haver-ne estat en part responsable de la planta del cor. Assistí al Quart Concili del Laterà al 1215 i l'enviaren a la cort de França.
La influència dels edificis normands i en especial de Sant Esteve de Caen és generalment acceptada. A aquest estil, sembla que el va succeir un contracorrent que anava d'Anglaterra cap a Normandia, en particular pels capitells cúbics juxtaposats presents a la seu de Durham, que es convertiran en capitells amb òvul com en l'abadia Sainte-Trinité de Lessay. Els primers intents de voltes ogivals de Lessay s'estendran a tota la nau de la seu de Durham.

### Les construccions romàniques
S'analitzen tot seguit les principals construccions romàniques d'Anglaterra, ordenades per data d'inici de les obres.

#### Abadia de Battle

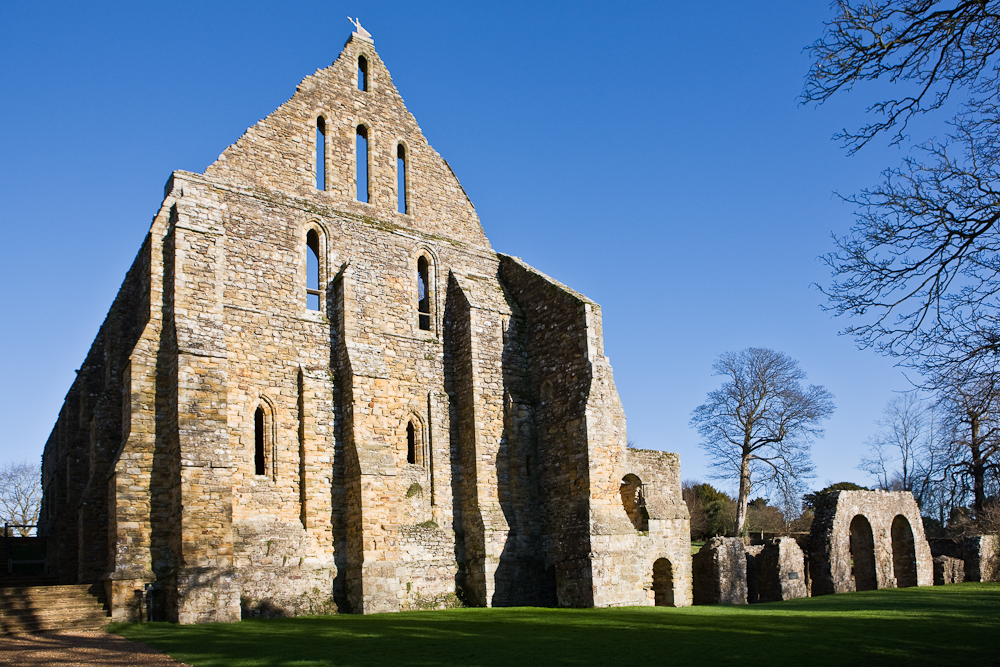
Restes del mur dels dormitoris de l'abadia de Battle

L'abadia de Battle (1070- ca. 1094) fou la primera església empresa per Guillem I a Sussex, per celebrar el lloc de la seua victòria. Començada al 1070, es consagrà al 1094. La planta és coneguda, i l'altar seria a l'indret on hauria caigut el rei Harold II. Tenia 70 m de llarg i tres naus. L'església es conclogué al voltant del 1094 i es consagrà sota el regnat del seu fill Guillem II, el Roig. Va ser remodelada a la fi del segle XIII, però fou pràcticament destruïda durant la dissolució dels monestirs (1536-1540) sota el regnat d'Enric VIII.

#### Catedral de Canterbury (1070-1077)

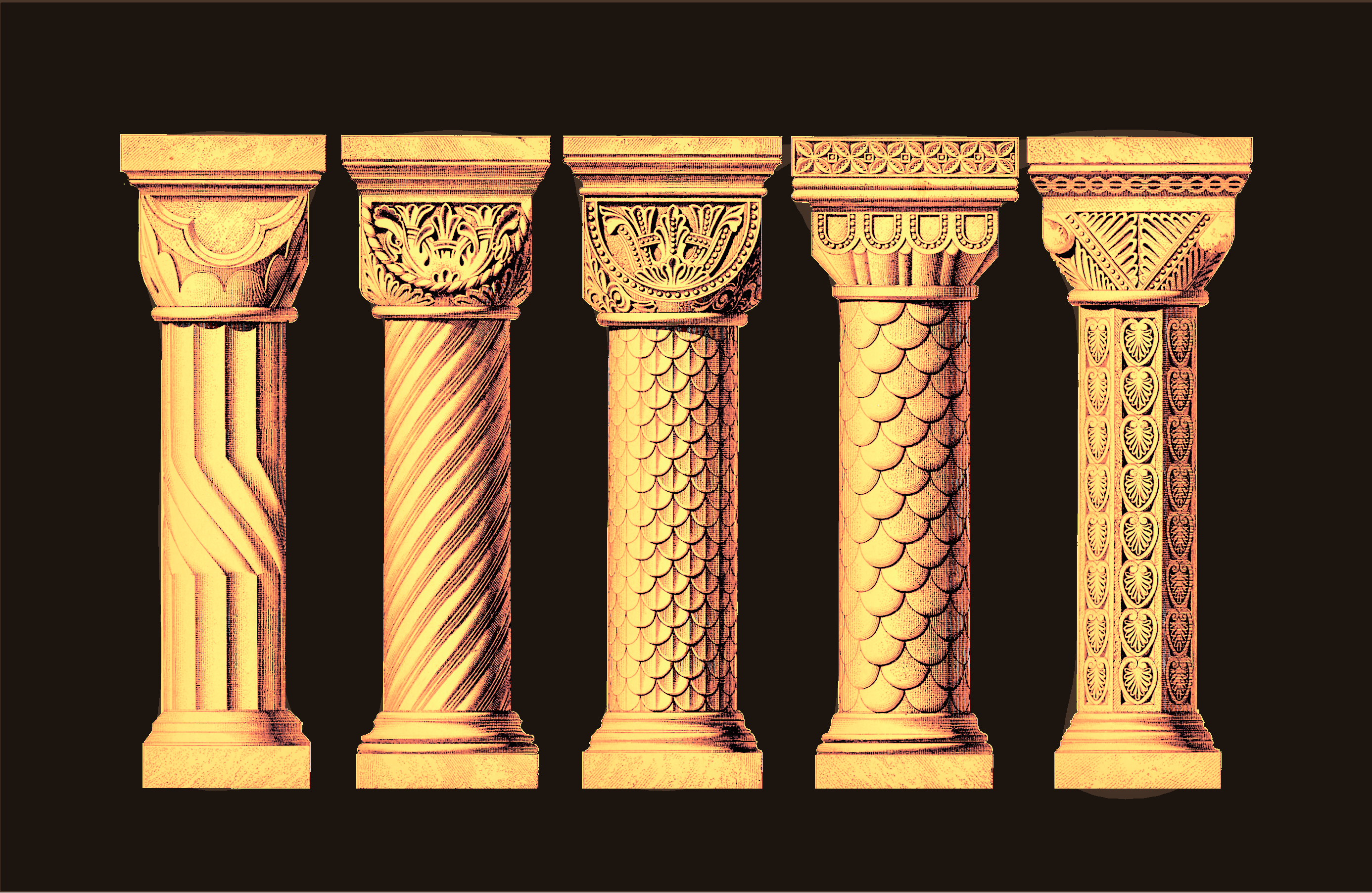
Catedral de Canterbury, capitells i columnes normandes de la cripta

Al 597, Canterbury esdevingué la porta d'entrada del cristianisme anglosaxó pel matrimoni del rei Ethelbert I de Kent (r. 580/590-616) amb una princesa merovíngia, Berta de Kent i, en conseqüència, la metròpoli eclesiàstica de dos terços d'Anglaterra. La seu de Canterbury i el seu lloc tindran així un lloc prominent en l'arquitectura religiosa anglesa. L'assassinat de l'arquebisbe Thomas Becket al 1170, i la canonització al 1175, feren de Canterbury un centre notable de pelegrinatgeó.
En l'edat mitjana el cor de la ciutat se centrava en la catedral (Christ Church). Lanfranc, el primer arquebisbe nomenat per Guillem I al 1070, envoltà aquest barri amb una muralla particular dins del perímetre urbà. Així, la catedral, el monestir benedictí i el palau episcopal formen una entitat tancada i autònoma. En aquest mateix any del seu nomenament, 1070, Lanfranc vol fer de la nova catedral un manifest arquitectònic del canvi imposat a Anglaterra. La nova seu seria tota normanda, d'estil i planta, i molt semblant a l'església de Saint-Étienne de Caen que ell mateix havia acabat al 1077. Donà a la façana les disposicions innovadores de Saint-Étienne: dues torres simètriques, situades en el primer tram de les naus laterals, una nau central amb nou trams sense arcades, un transsepte amb una torre de llanterna, una tribuna al final dels creuers amb capelles orientades i un cor de dos trams acabat en un absis. Les obres conclogueren al 1077. En la següent generació, amb el nou arquebisbe Anselm de Canterbury, se'n reconstrueix la part oriental, perllongada amb un deambulatori i tres capelles radials. Les obres acaben al 1130.
Les vicissituds sofertes per la ciutat fan que dels períodes preromànic i romànic només queden restes de gran interés, però que donen impressions puntuals. N'hi ha tres llocs importants: la petita església de Sant Martí, pels records del segle vi; les ruïnes de l'abadia de Sant Agustí, en què han aparegut les plantes de l'església romànica i les preromàniques, de gran interés; i la catedral i alguns edificis monàstics romànics i en especial gòtics. Es conserva de la seu de Lanfranc la planta de la part oriental, la torre, la nau central i les laterals, el transsepte occidental, una poc de maçoneria de les parts baixes de la nau, davall un revestiment, el transsepte occidental i una part de les criptes. De les construccions del 1096 al 1130, es conserven dos terços del nou cor.
Un estudi de 1832 de la torre nord, dos anys abans de ser enderrocada, mostrava que si la planta recordava l'església de Saint-Etienne de Caen, l'opció seguida en l'alçat fou diferent. La torre té set nivells, cada vegada més estrets, i s'estabilitzà amb poderosos contraforts a les cantonades. La decoració es limità a les arcades geminades inscrites en arcs de mig punt.

#### Catedral de St. Albans (1077-1088)
L'abacial convertida en catedral de St. Albà es troba al poble de St. Albans, un lloc que depenia d'una de les ciutats romanes més importants de la Britànnia i el lloc del primer màrtir conegut de l'illa: Albà de Verulàmium. Una capella del s. IV marcava aquest indret i al 793 s'hi fundà una abadia.
El 1077, va morir el darrer abat saxó, Fritherig. Guillem I el reemplaçà per Pau de Caen (1077-1093), 14é abat de St. Albans, un monjo de l'abadia de Saint-Etienne de Caen i probablement nebot de Lanfranc, que començà la reconstrucció de l'abacial sota la direcció d'un arquitecte anomenat Robert, el Maçó. Lanfranc finançà en part els treballs que van ser realitzats amb les rajoles recuperades de les antigues ruïnes romanes. Els normands es van adaptar a l'ús de la rajola.
La seu es va construir molt ràpidament, en una dotzena d'anys. Originàriament, era més gran que l'església abacial de Saint-Etienne de Caen i fou l'edifici més gran d'Anglaterra en el seu moment. Aquesta església abacial, amb planta de creu, tenia un presbiteri amb quatre trams, un transsepte amb set absis i una nau central amb deu trams (per a un total de quinze trams). Al voltant del 1088, l'església romànica, de la qual romanen uns dos terços de la nau, tot el transsepte i el terç del cor, segurament s'havia acabat. El 28 de desembre de 1115, la seu de St. Albans fou consagrada, sota el mandat de l'abat Richard d'Aubigny, per l'arquebisbe de Rouen Geoffroy, davant Enric I, dels bisbes de Lincoln, Durham, Old Sarum (Salesbury) i Londres.
El 1125, el monjo Anquetil feu el cofre d'orfebreria per a les relíquies de sant Albà. El 1163, l'abadia de St. Albans fou confirmada com a primera abadia d'Anglaterra, però no se'n conserva pràcticament res dels edificis monàstics. Des del 1195 fins al voltant del 1220, la façana oest es va reconstruir i la nau s'allargà, sota els abats Jean de la Celle i Guillaume de Termpingson.
Malgrat les mutilacions i els revestiments d'algeps que en part oculten l'arquitectura originària, la catedral de St. Albans és la més antiga de les grans esglésies conservades.

#### Catedral de Winchester (1079-1093)
La ciutat de Winchester era una de les primeres capitals modernes en l'Europa llatina: ciutat de coronació i enterrament dels primers reis de Wessex, després dels reis de l'Anglaterra unificada i en el moment de la conquesta normanda seu de totes les institucions governamentals (que després traslladarà a Londres Guillem I i els seus successors). Fou el lloc d'una peregrinació important des de 971 amb la seua catedral Old Minster i les relíquies de sant Swithum. Al nord d'aquesta església hi havia un monestir, fundat al 903, i un altre monestir de dones, sense paral·lel en l'Anglaterra de l'any 1000.
Guillem I es coronà simbòlicament a Old Minster el 1070, i es considerava hereu dels reis d'Anglaterra.
Tot això explica la colossal obra de la seu de Winchester alçada al 1079 pel normand Wauquelin, capellà reial i bisbe de Winchester des del 1070 fins al 1098. Amb els seus 169 m de longitud, és molt més gran que les esglésies de Normandia i Anglaterra. Els treballs en començaren amb la cripta i la capçalera. L'església primitiva tenia un massís occidental de més de 12 m d'ample. Aquesta seu fou una de les més importants de la seua època, amb Sant Pere de Roma i l'església abacial de Cluny. Els edificis monàstics encara l'envolten parcialment: el claustre, al sud, la sala capitular, el castell de Wolverset, la residència episcopal, que inicià al 1110 Guillaume Giffard. A l'oest hi havia una fortalesa construïda al 1066 per Guillem I. La seu es consagrà el 8 d'abril de 1093. La torre s'esfondrà al 1109 sobre la tomba de Guillem II, el Roig. Aquesta esplendor marca una pausa sota el regnat d'Étienne (1135-1154) amb el palau reial cremat al 1141 durant la guerra civil. La ciutat comença a declinar al voltant de 1110, però així i tot la catedral romànica s'acaba i, sota l'episcopat de Henri de Blois, germà del rei Esteve, es completa la residència episcopal al castell de Wolveseey.
D'aquesta seu romànica sobreïxen sobretot el transsepte amb la creu i la torre, la cripta i les estructures de la nau revestides d'estil gòtic al final del segle xiv.
L'arquitectura de la seu de Winchester no és purament normanda, tot i que l'escala, les tècniques i els detalls s'inspiren en l'arquitectura del ducat de Normandia; el massís occidental, els braços del creuer del transsepte amb naus laterals en tres dels costats, la planta de la cripta, i fins i tot la del cor, que palesa que, des del 1080, els mestres constructors anglesos s'estaven emancipant dels models normands.
Aquesta influència de les zones del nord-est de França i de Bèlgica es vinculà als procedents d'aquestes àrees que contribuïren en gran manera a la conquesta i després a la supervisió del clergat anglés. Probablement representava també una concessió del bisbe als costums litúrgics autòctons dels monestirs veïns.
La catedral de Winchester és el manifest de la malfiança dels conqueridors normands al mateix indret on havia residit la monarquia de la qual Guillem I s'havia proclamat hereu.

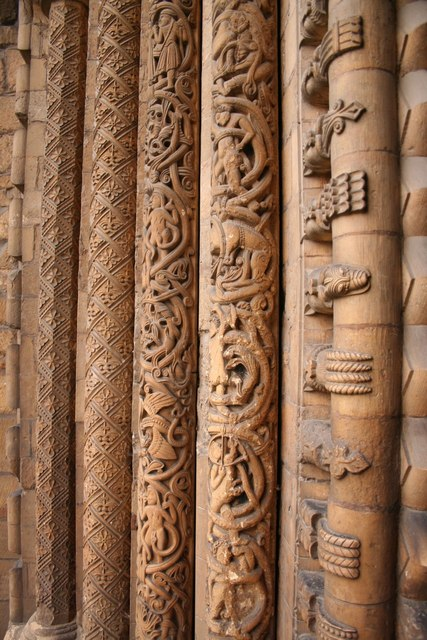
Catedral de Lincoln, columnillas esculpides

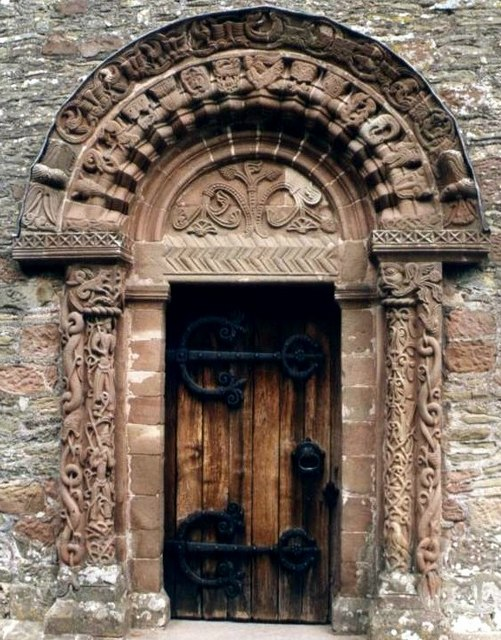
Església de Kilpeck

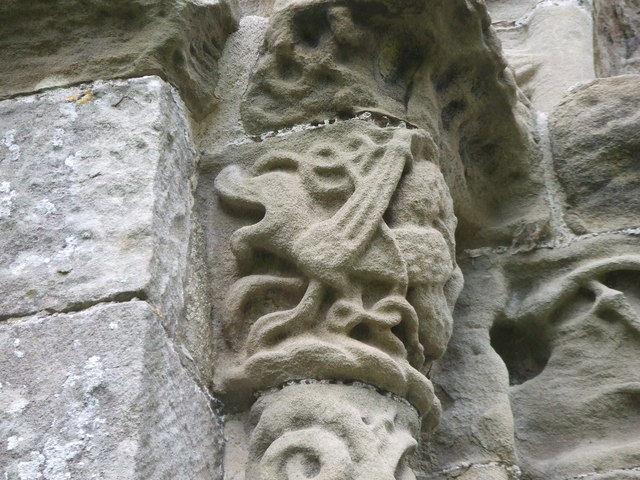
Columna de l'arc del cor de Shobdon
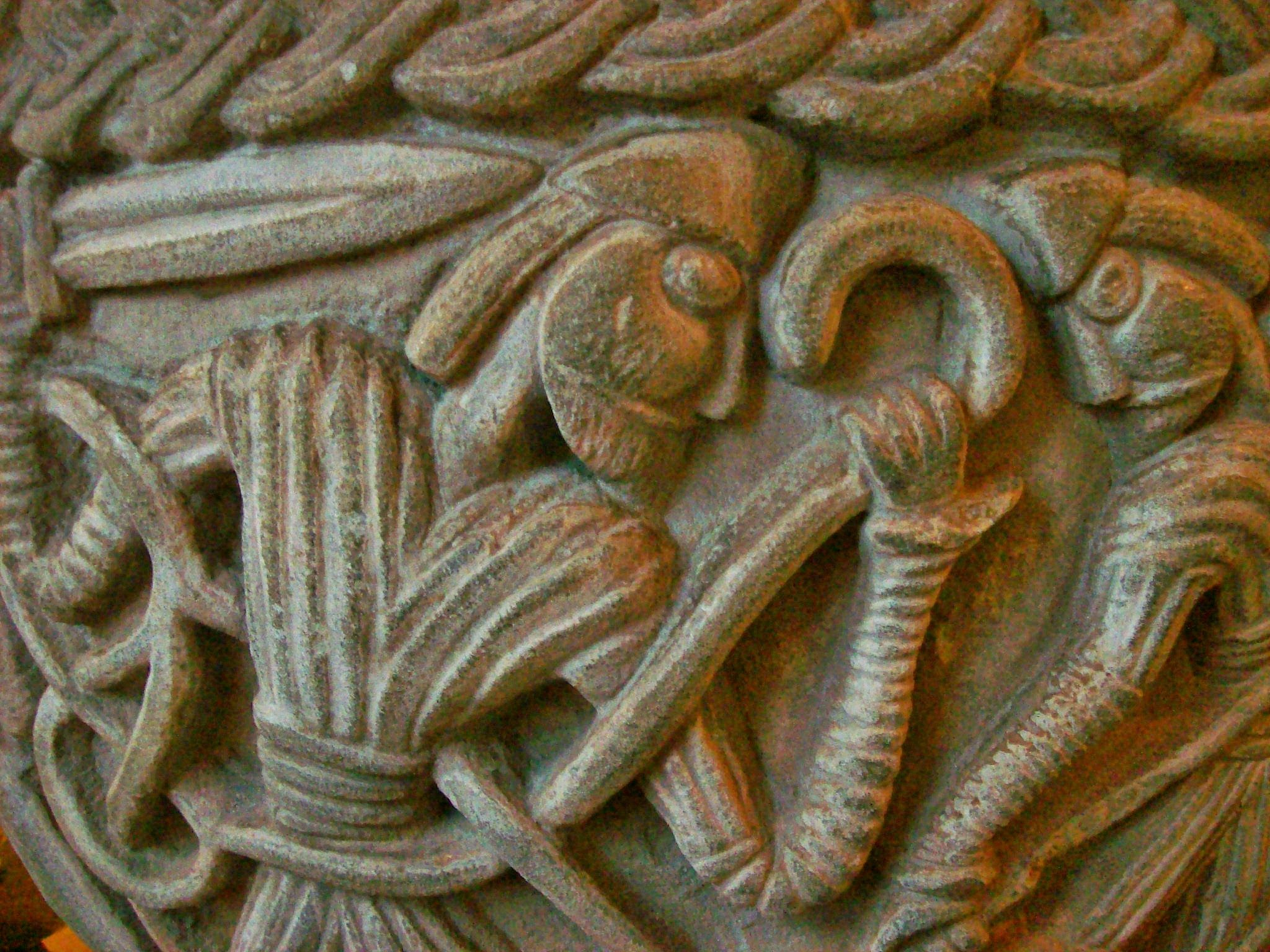
Piles baptismals, Santa María Magdalena de Eardisley
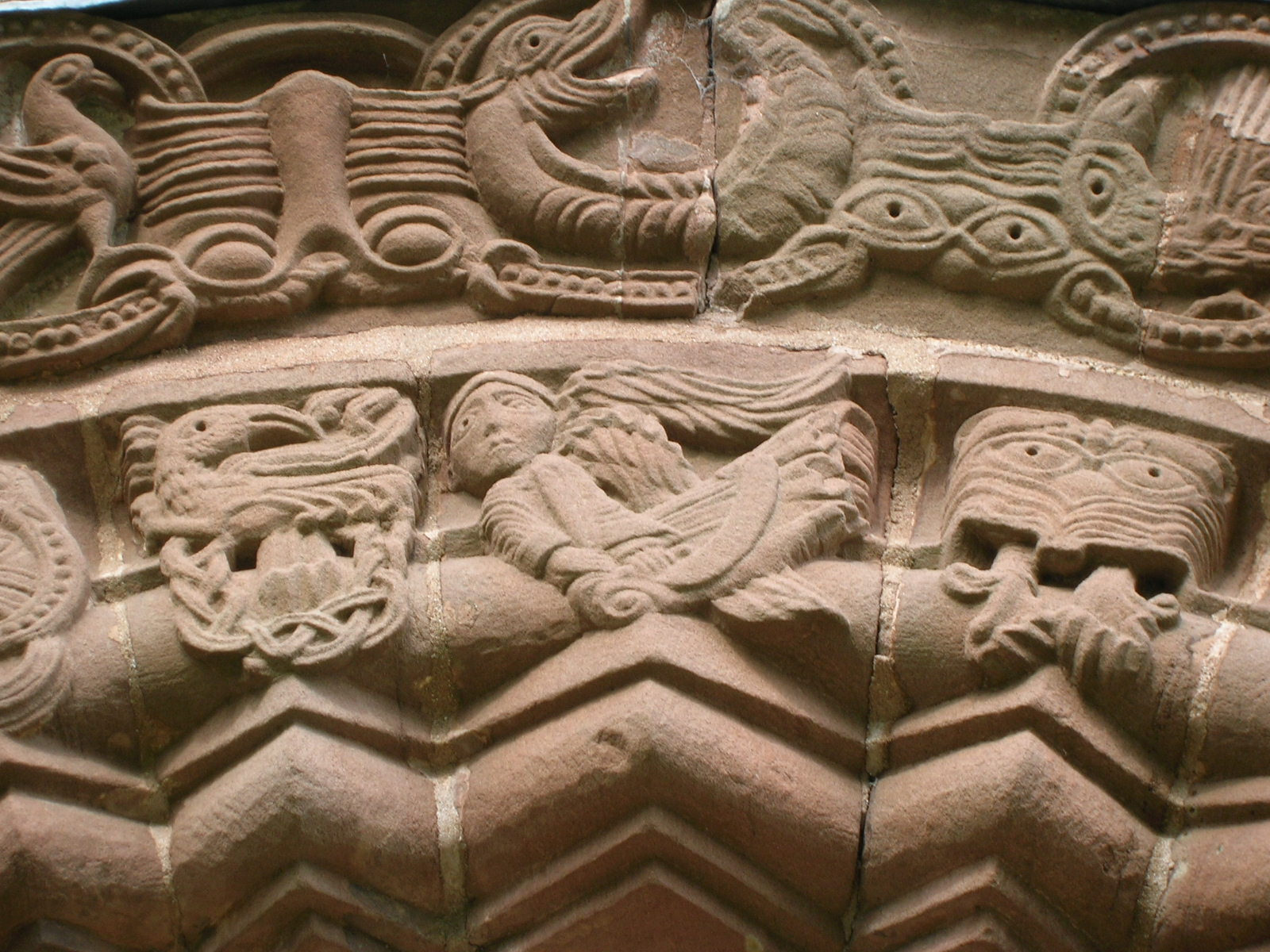
La serp i l'àngel, Kilpeck
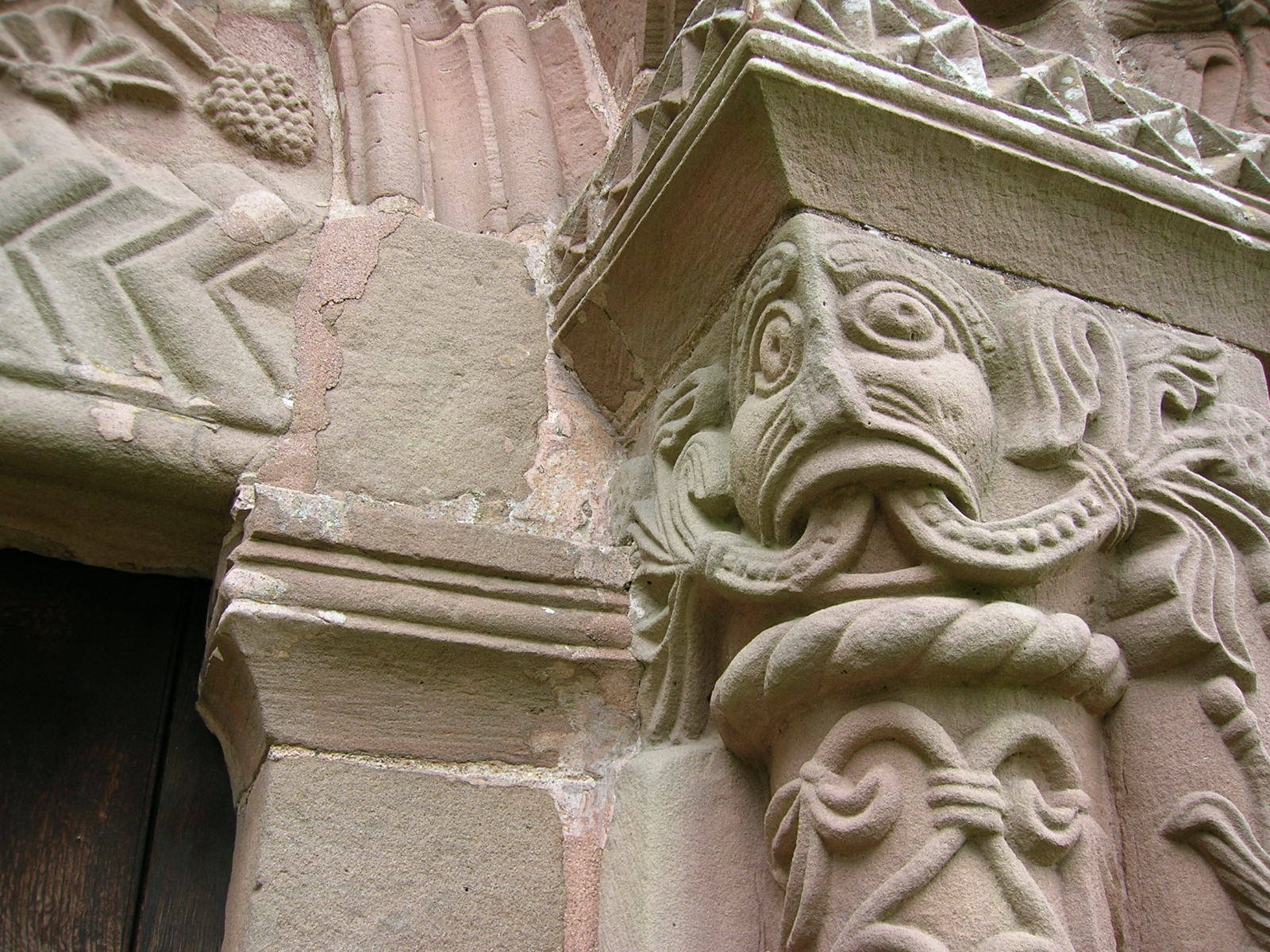
Detall del portal de Kilpeck
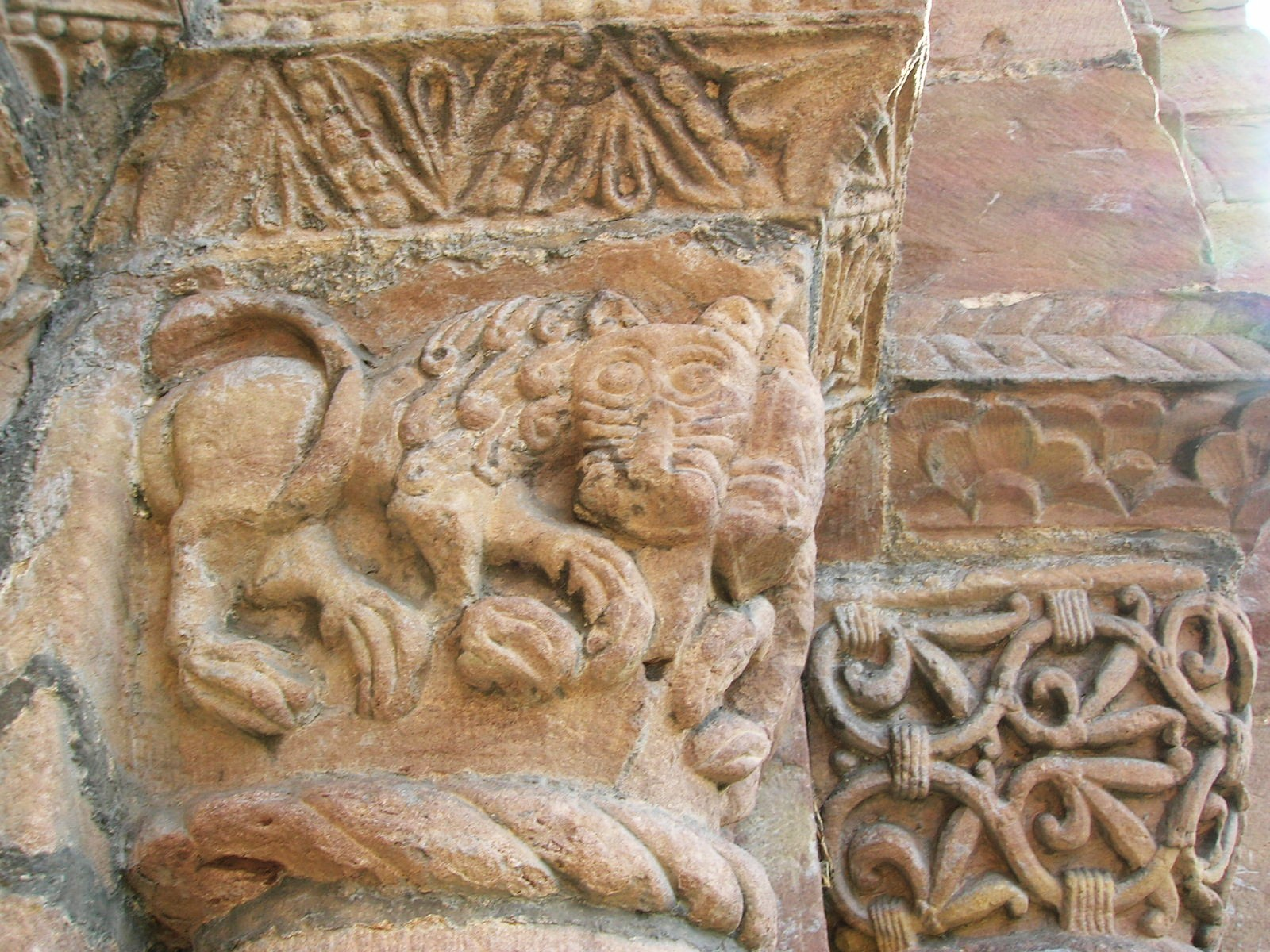
Priorat de Leominster
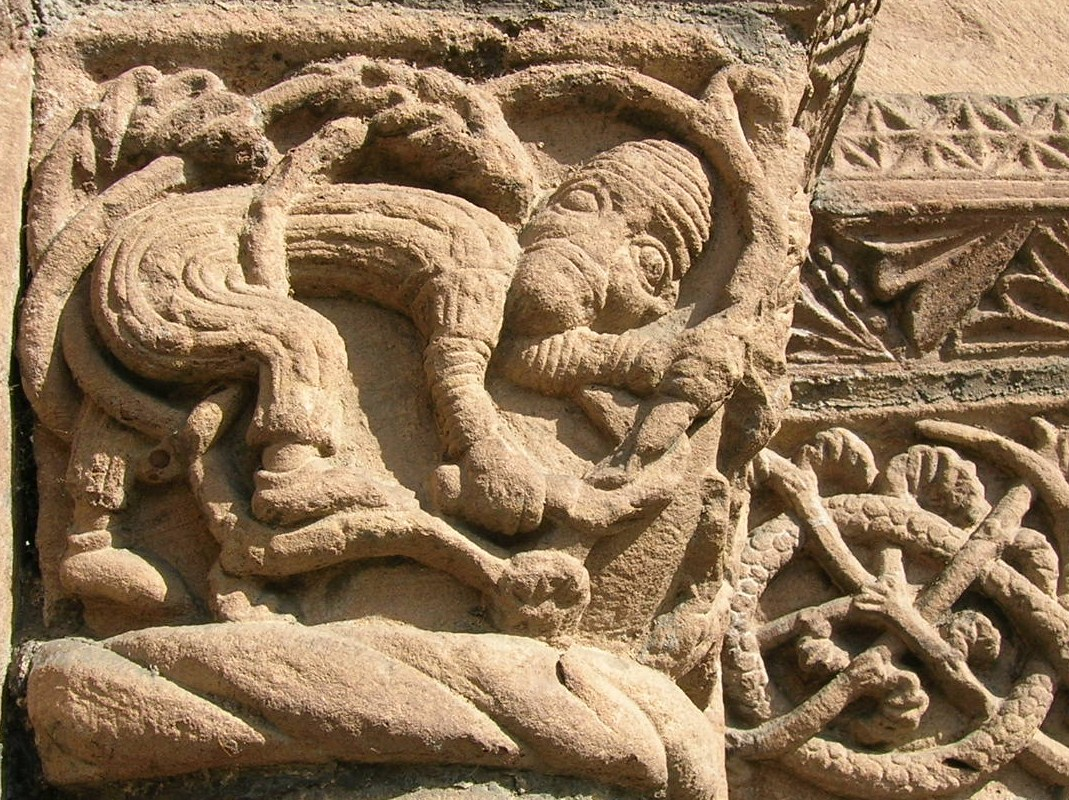
Priorat de Leominster
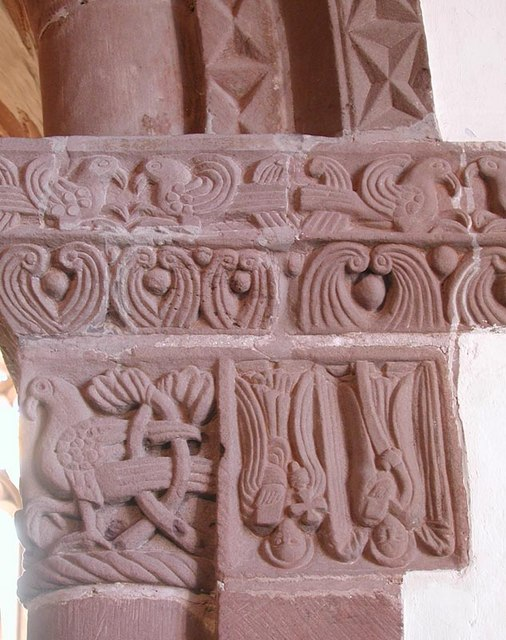
Església de Rowlestone

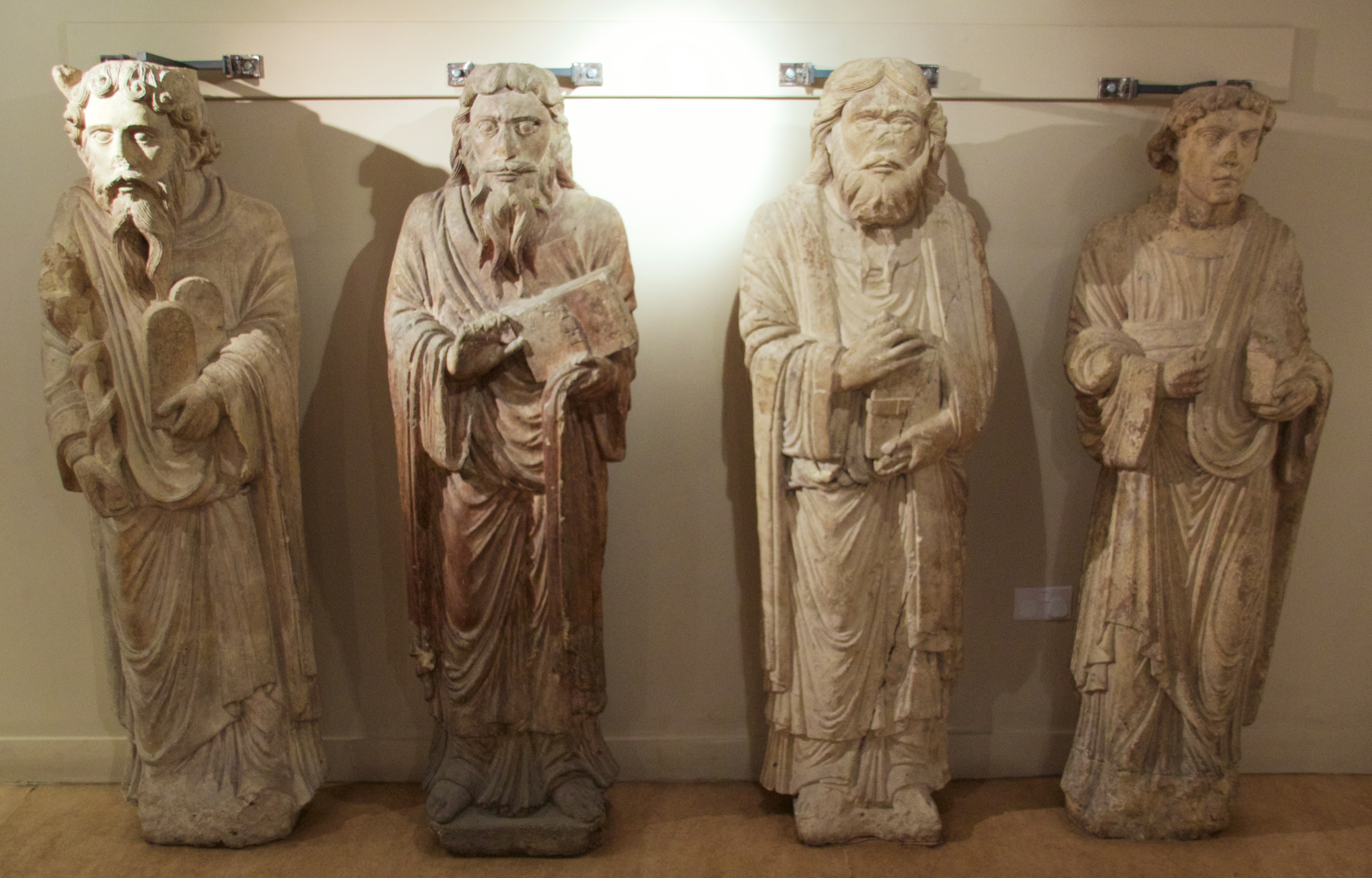
Abadia de Santa María de York
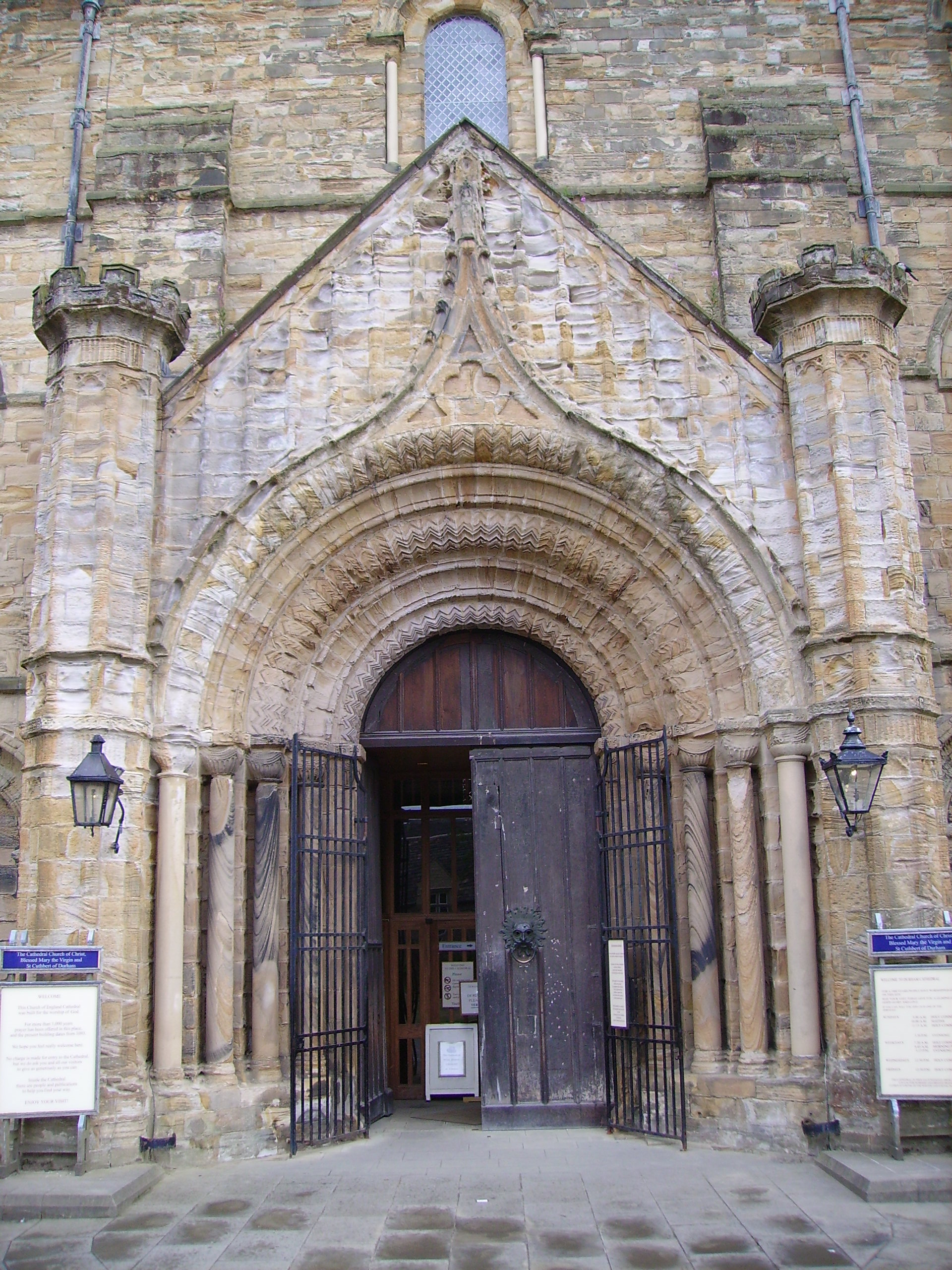
Catedral de Durham
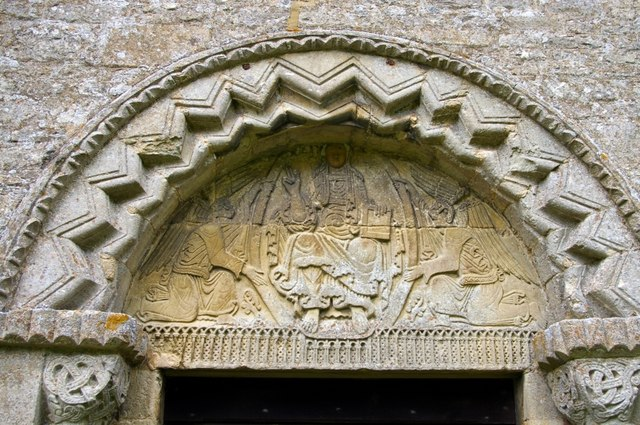
Crist en Majestat Water Stratford
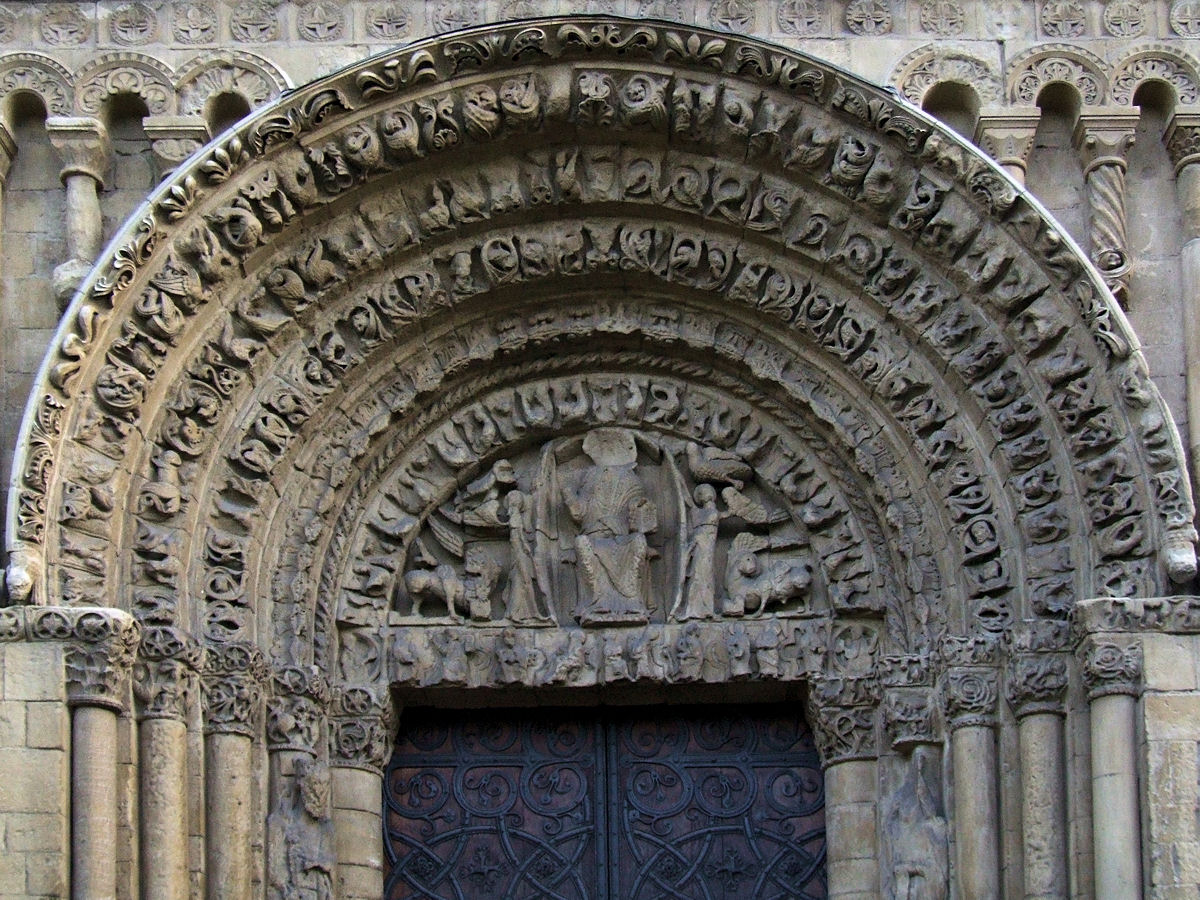
Timpà gòtic de la catedral de Rochester

## Els ivoris, l'art del metall

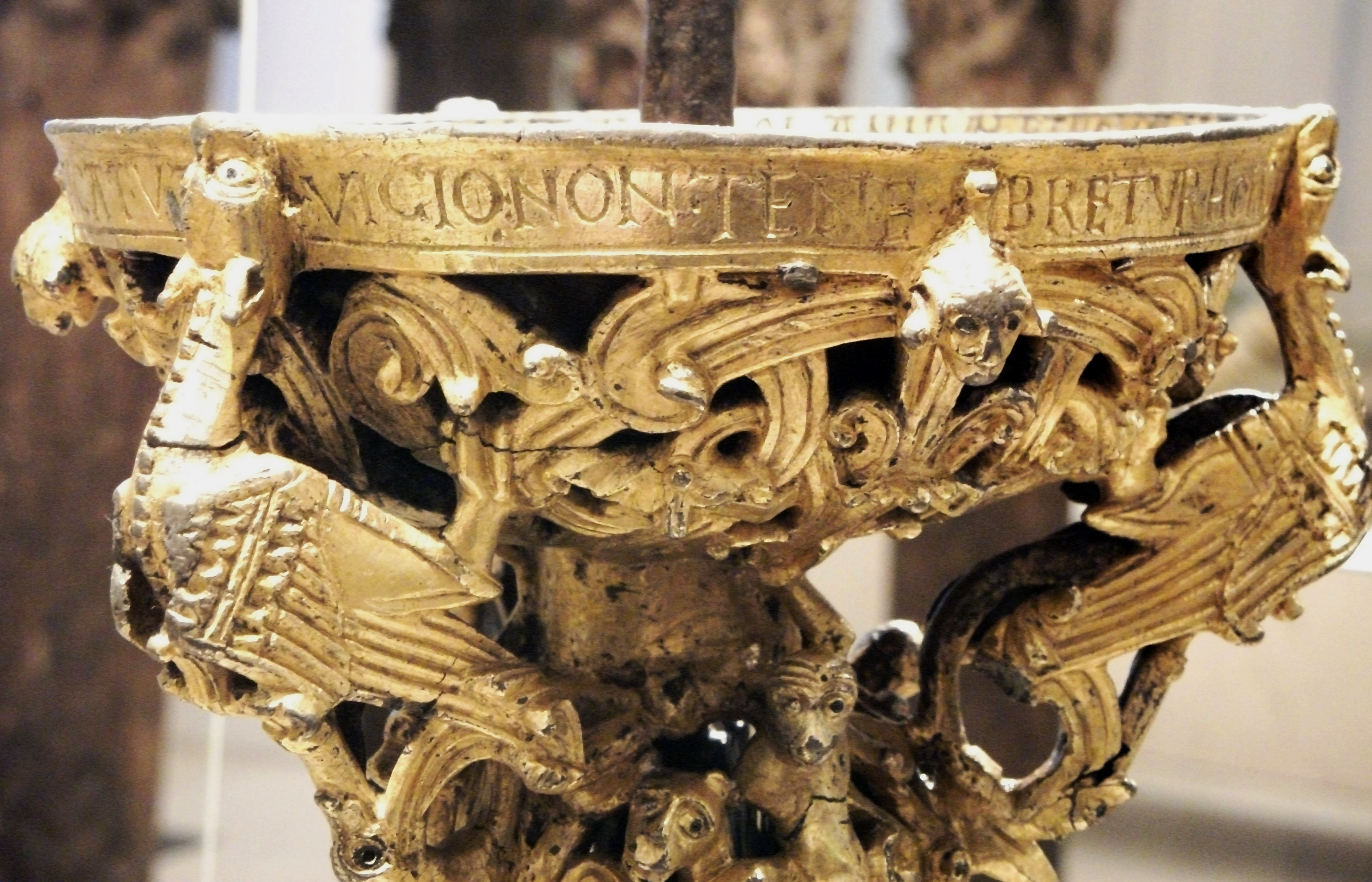
Detall de candelabro de Gloucester

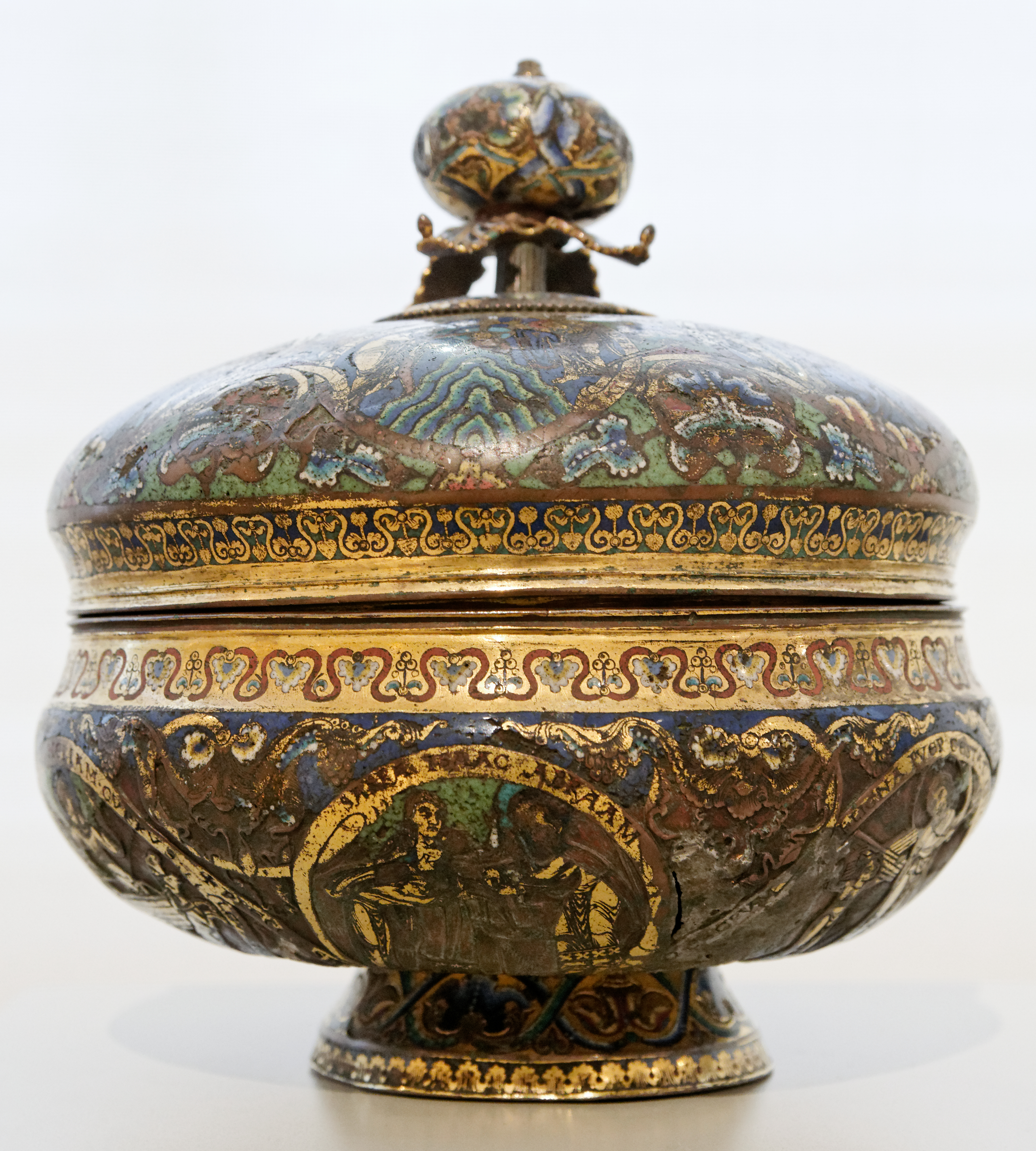
Copón de Balfour

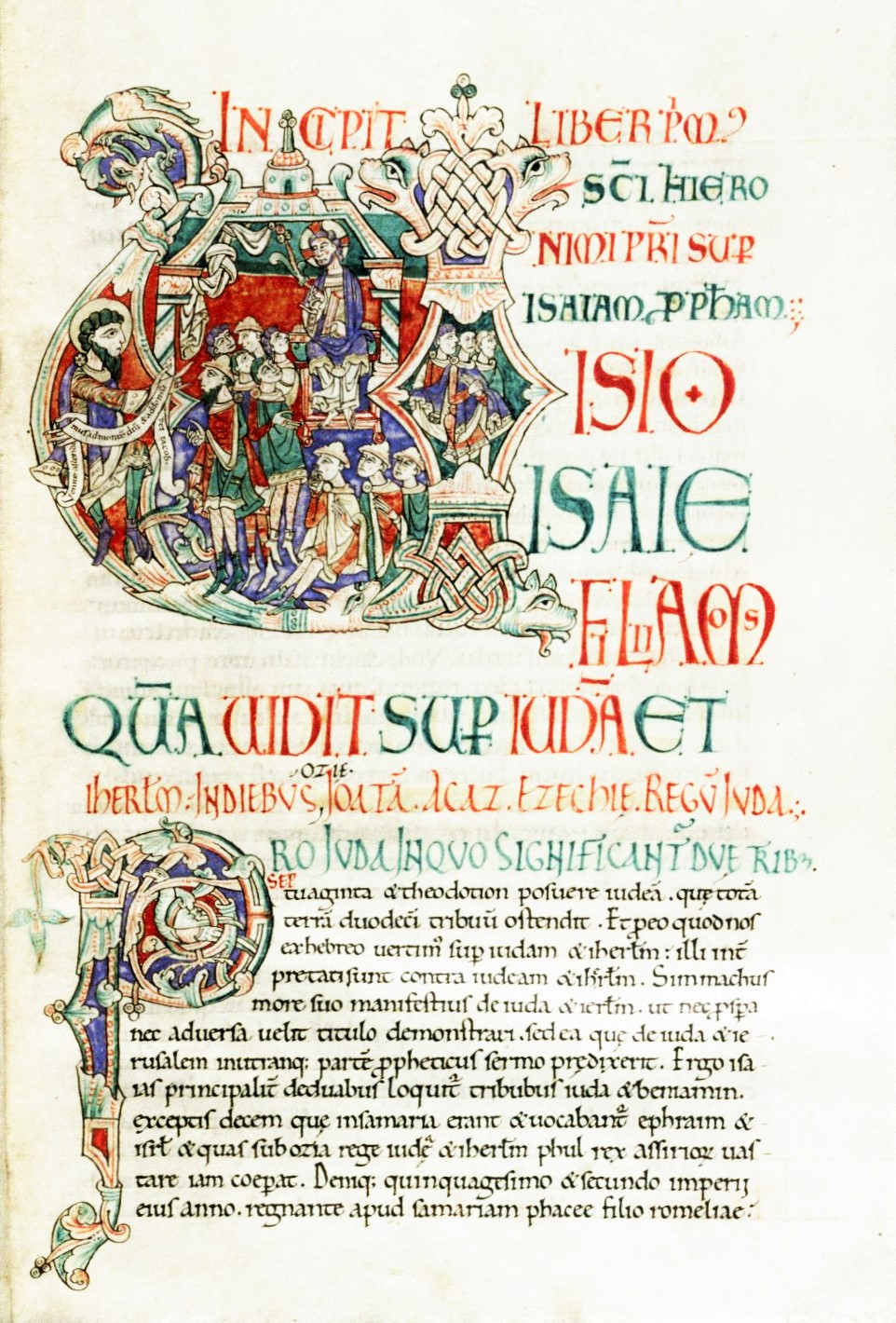
Jérome, manuscrit de l'abadia de Jumièges del mestre Hugo transmès a la catedral de Exeter

Salterios anglonormandos
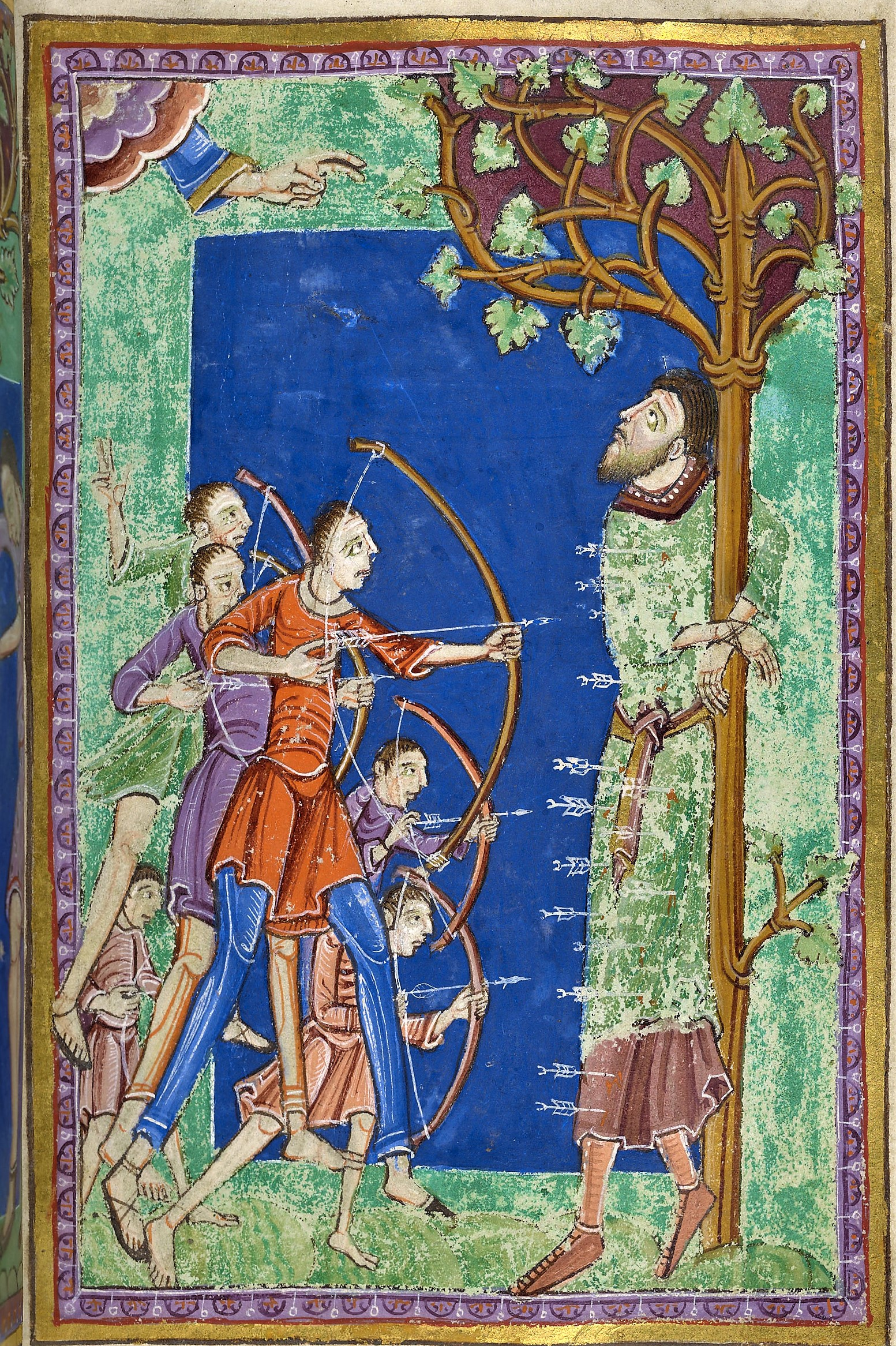
Vie de saint Edmond, el martiri
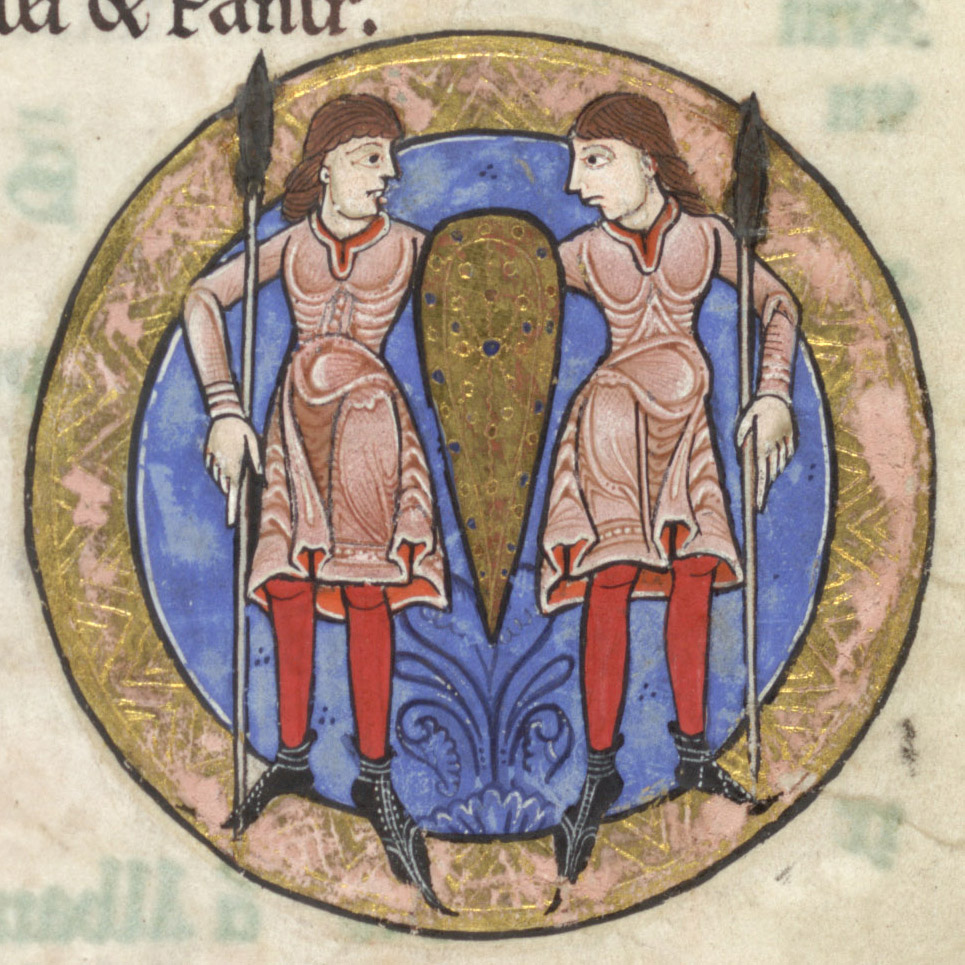
El saltiri Hunter, els bessons
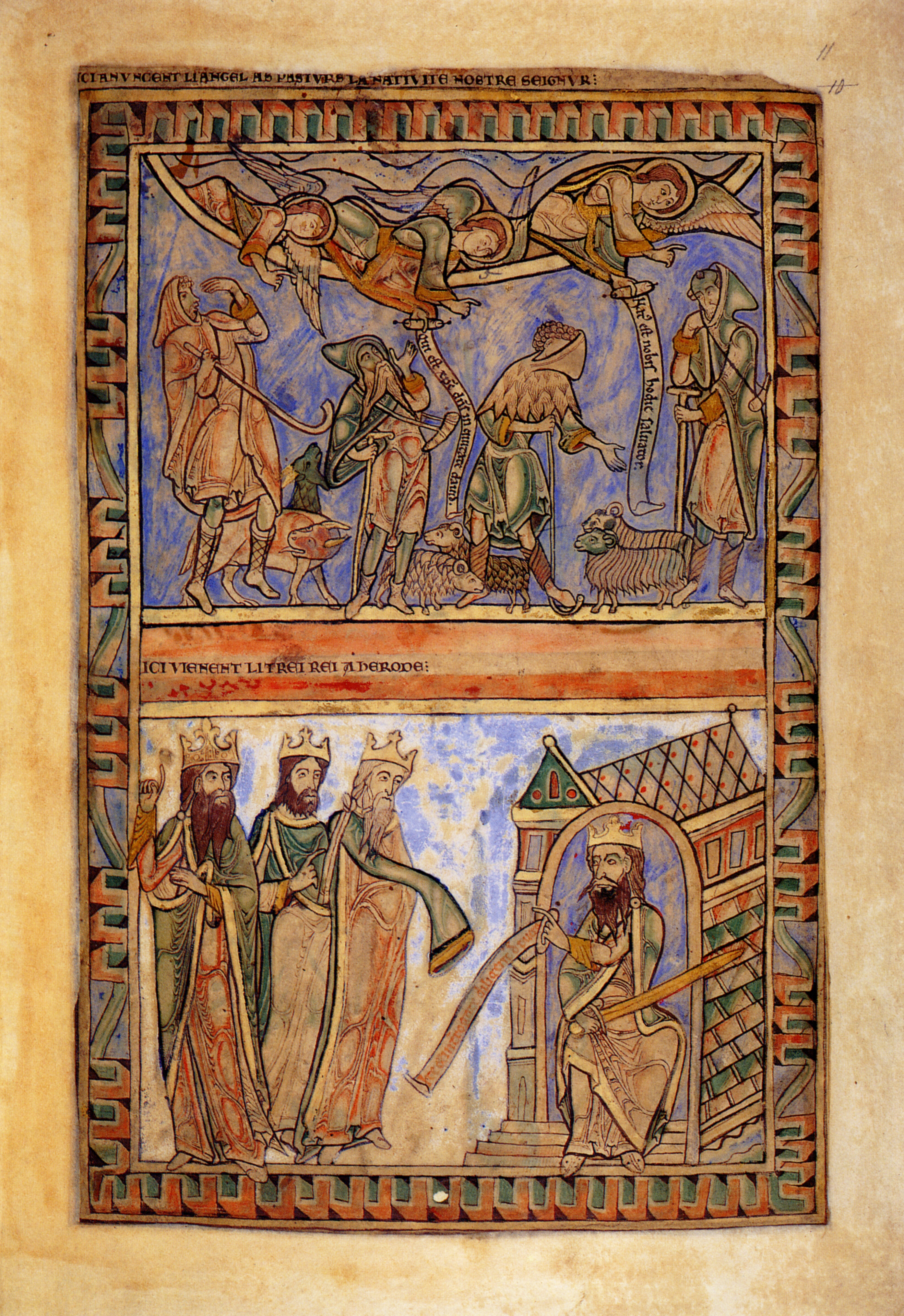
Saltiri de Henri de Blois

Biblias anglonormandas
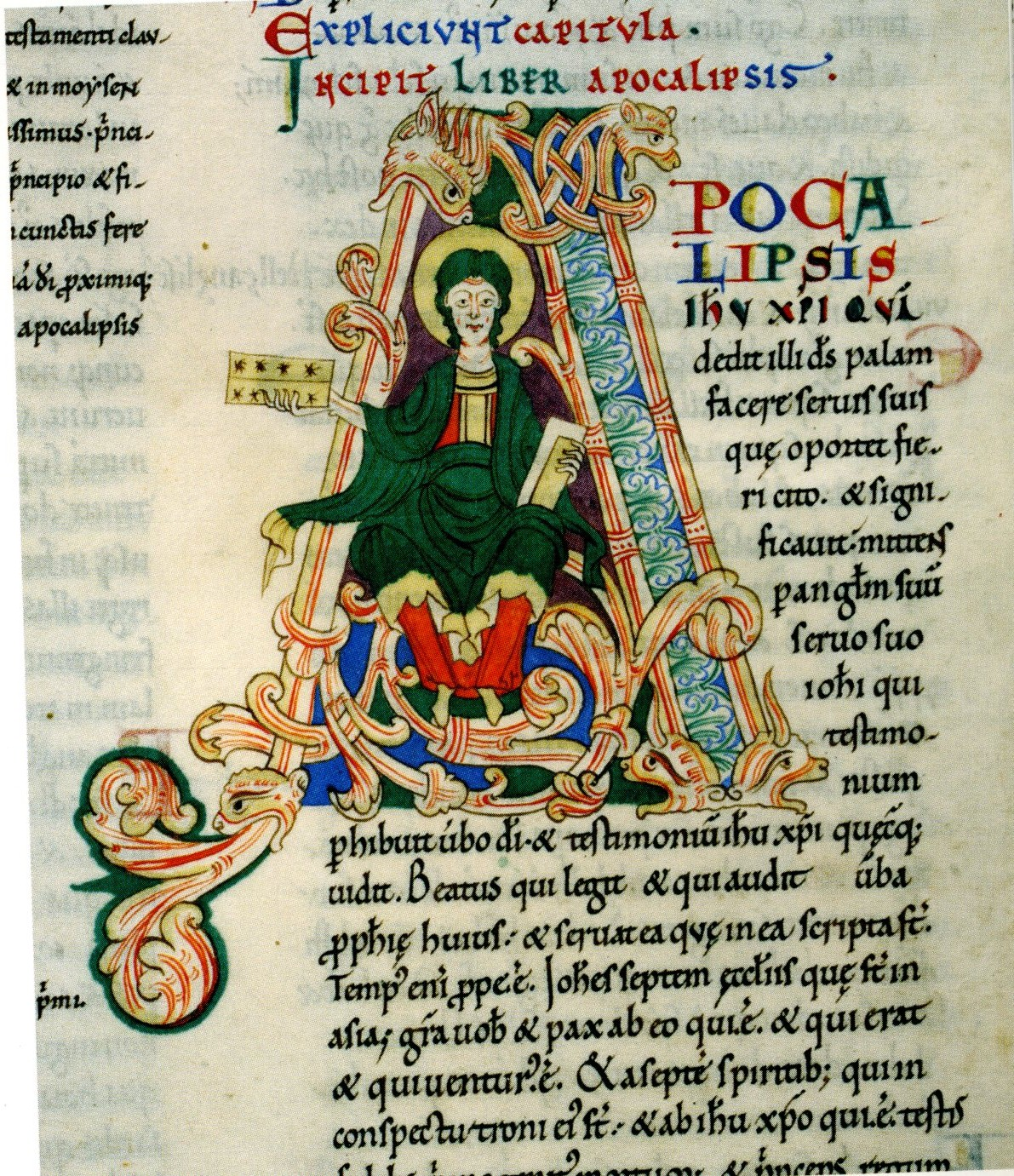
Bíblia normanda de Guillaume de Saint-Calais, transmesa a la catedral de Durham
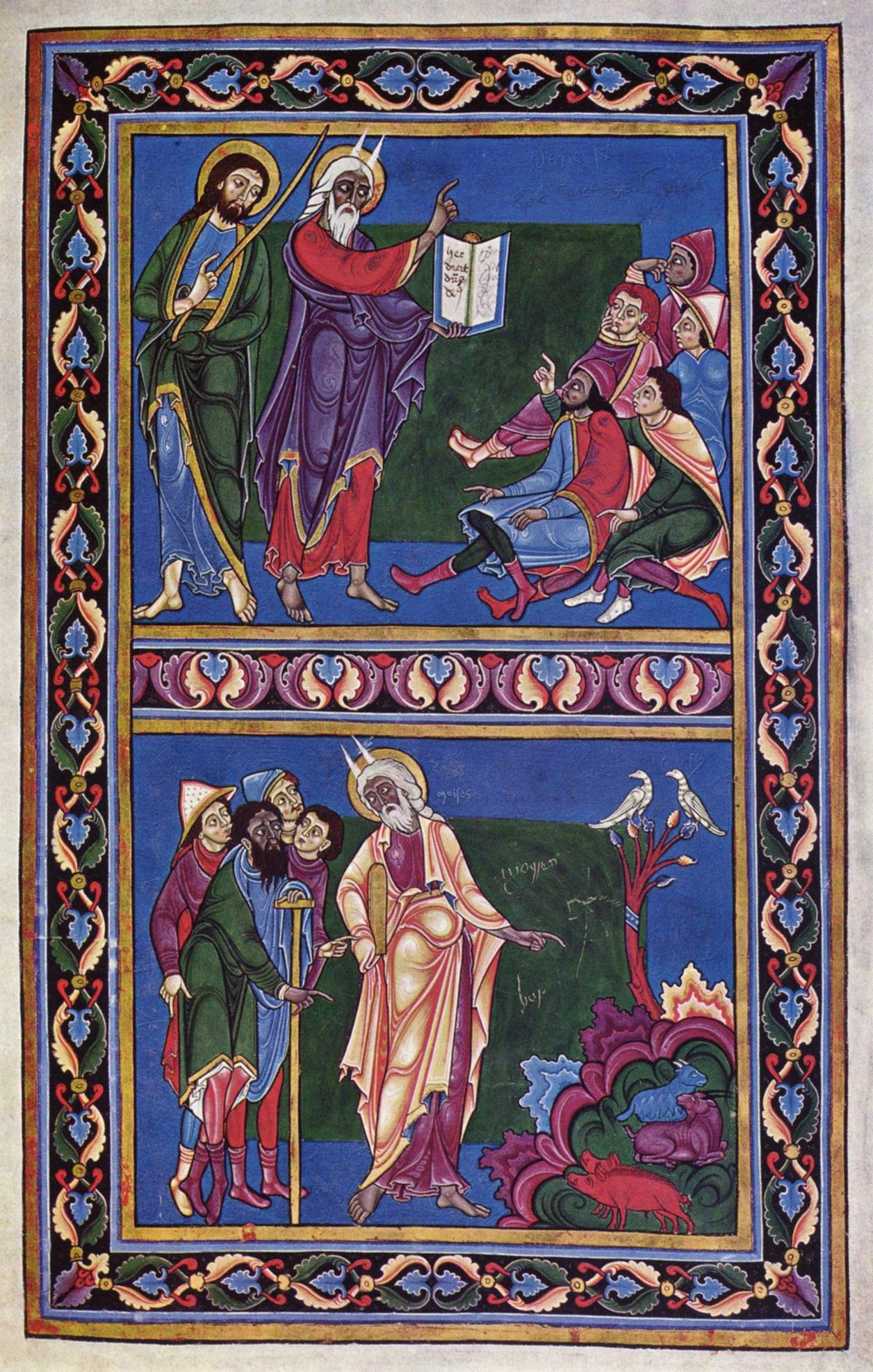
Bíblia de Bury
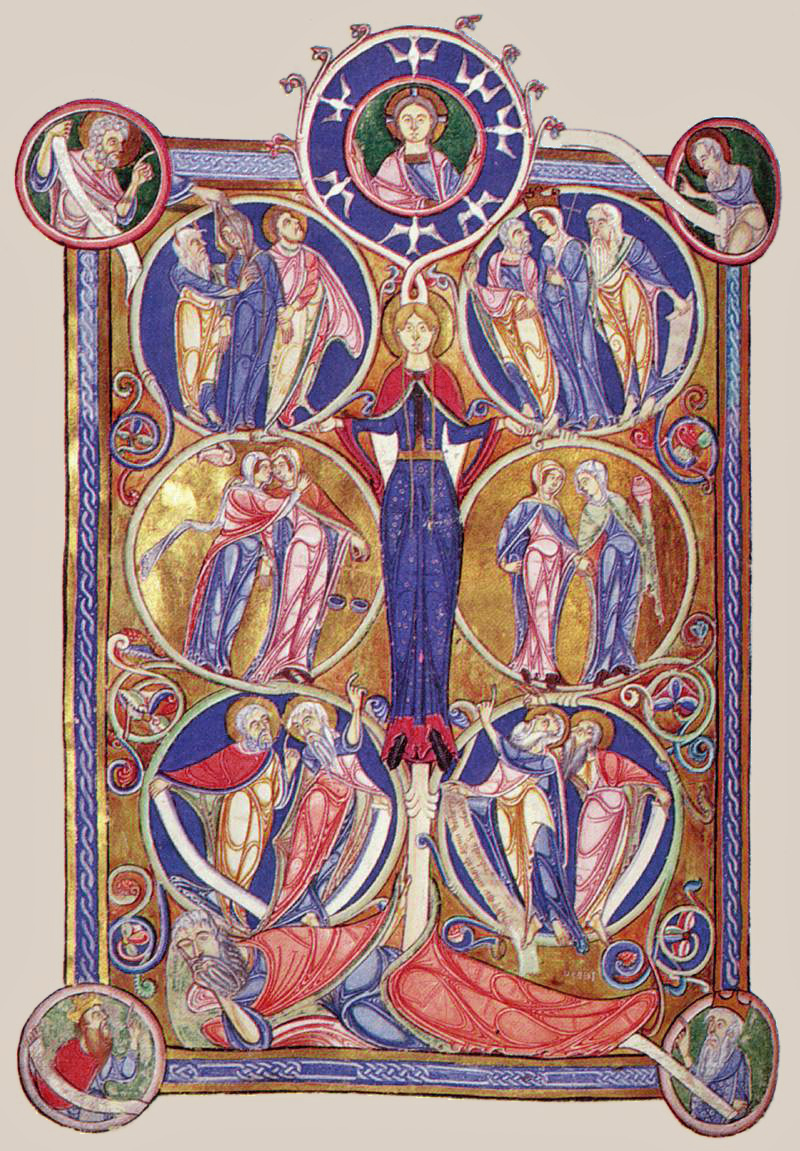
Bíblia de Lambeth, l'arbre de Jesse
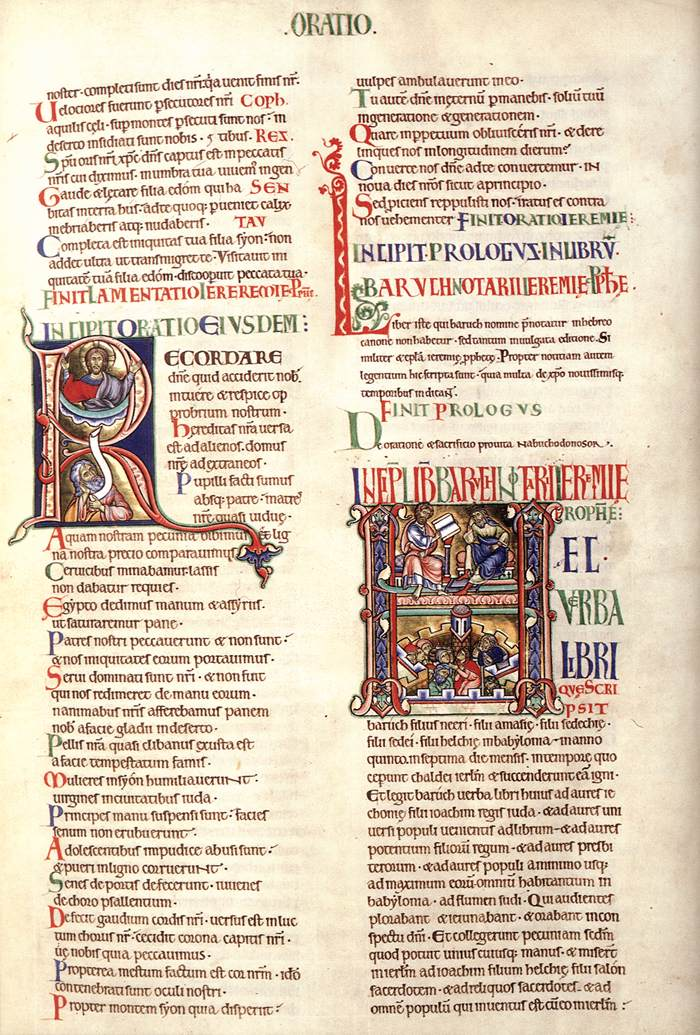
Bíblia de Winchester
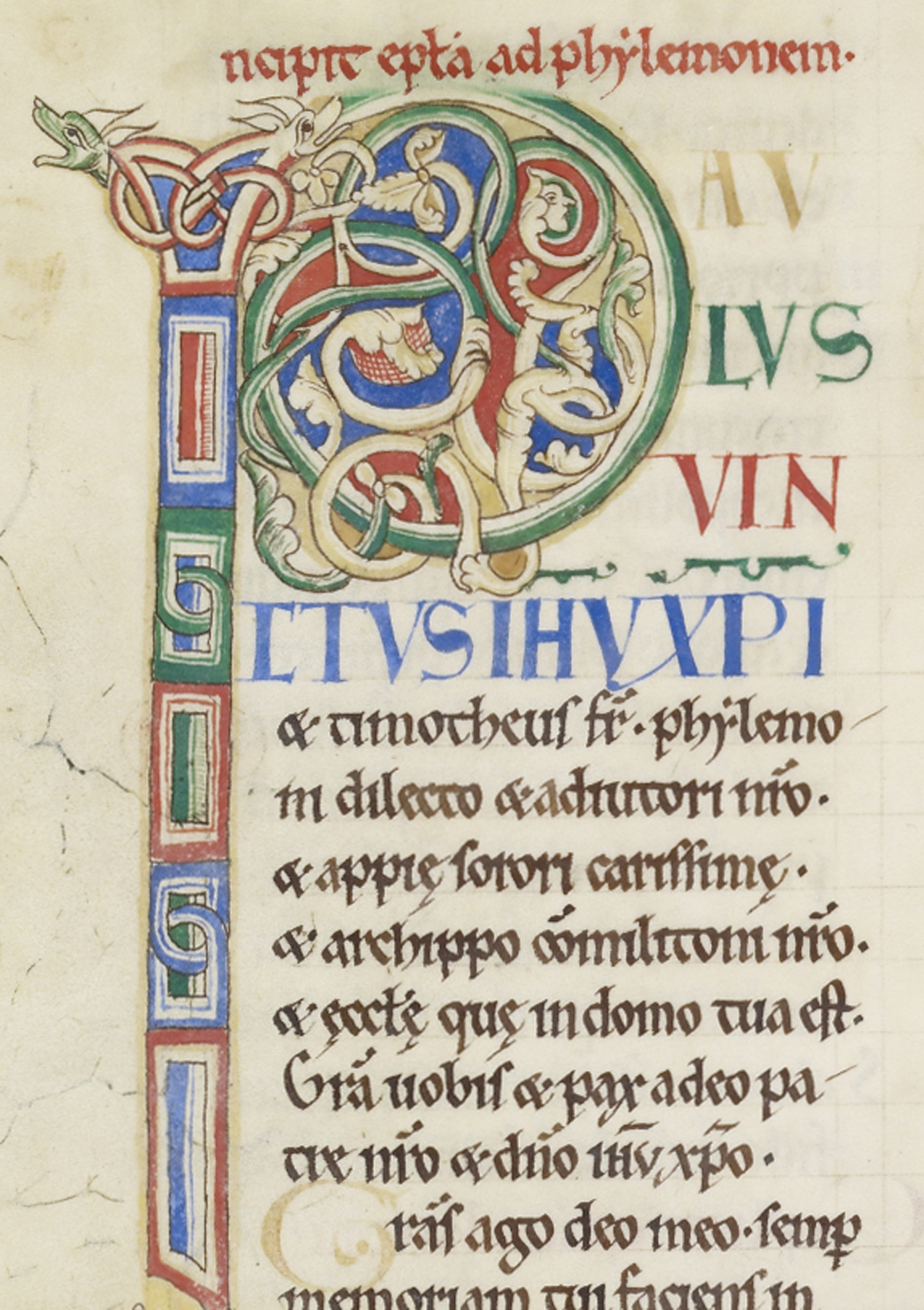
Bíblia de Rochester (s. XII)

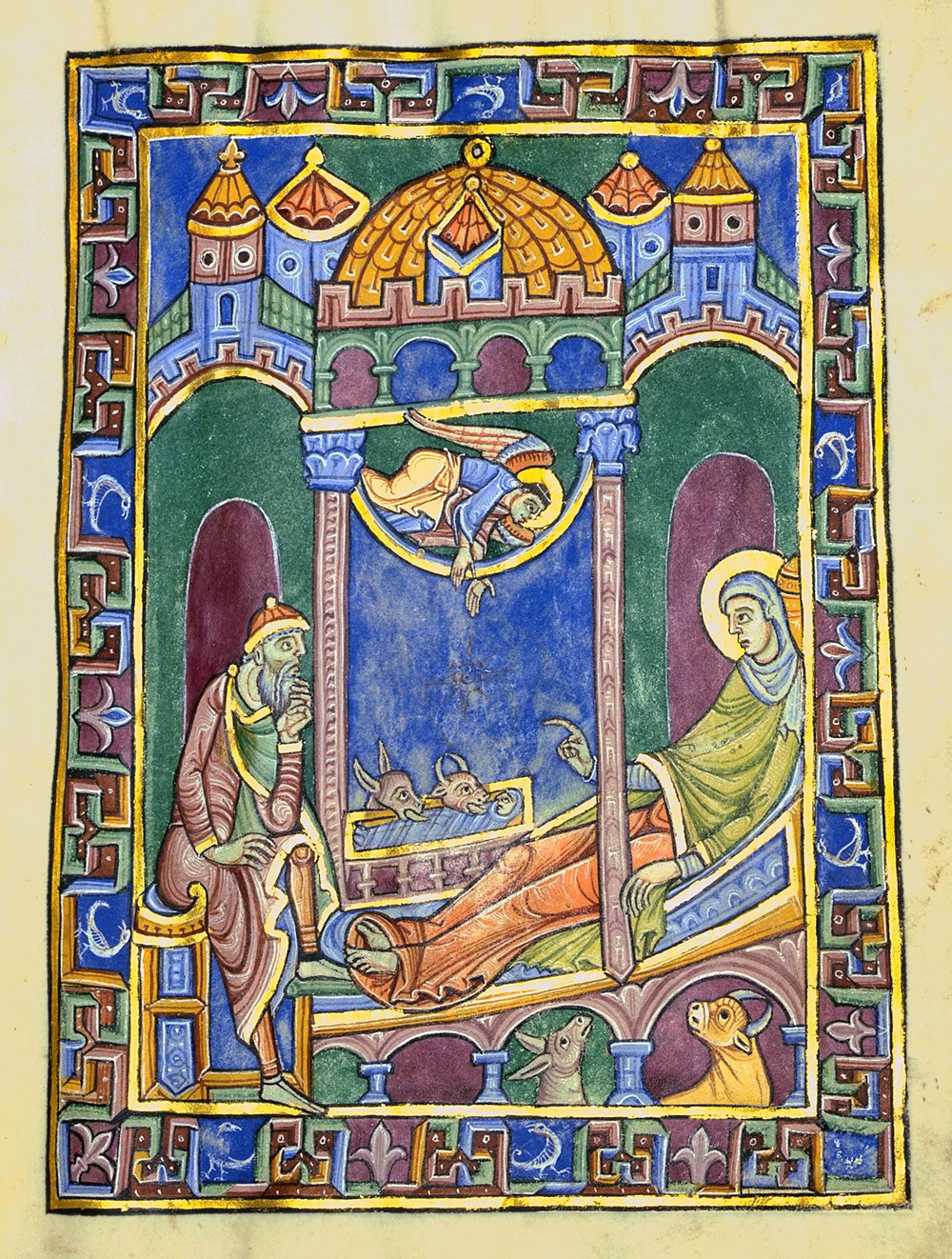
Saltiri de Sant Albano, la Nativitat

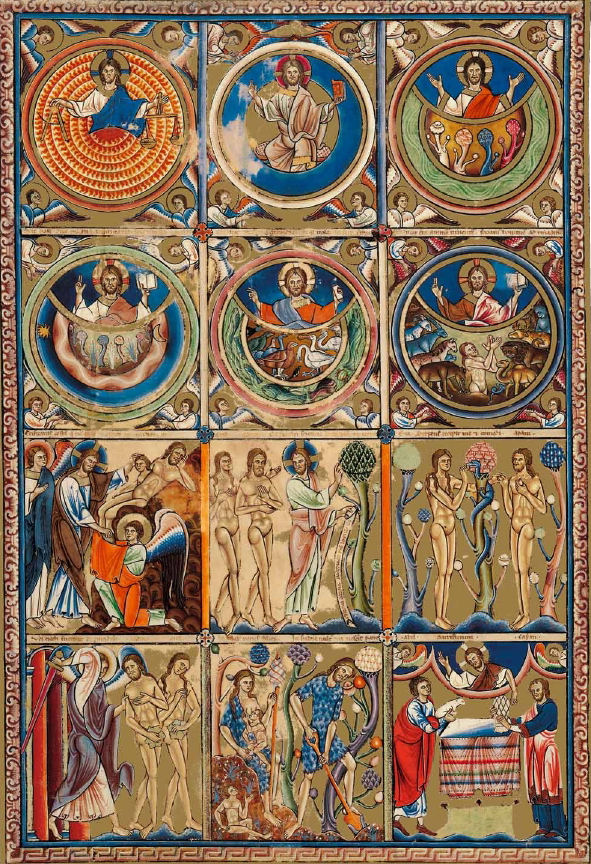
El saltiri anglo-català